# Zlatan Ibrahimović
Zlatan Ibrahimović  (phát âm tiếng Thụy Điển: [ˈslǎtan ɪbraˈhǐːmovɪtɕ]; phát âm tiếng Serbia-Croatia: [zlǎtan ibraxǐːmoʋitɕ]; sinh ngày 3 tháng 10 năm 1981) là một cựu cầu thủ bóng đá chuyên nghiệp người Thụy Điển thi đấu ở vị trí tiền đạo cắm.
Ibrahimović bắt đầu sự nghiệp cầu thủ bóng đá tại Malmö FF vào năm 1999, trước khi ký hợp đồng với Ajax hai năm sau - nơi đầu tiên làm nên tên tuổi của anh. Anh sau đó đầu quân cho Juventus và cùng với David Trezeguet tạo nên một trong những cặp tiền đạo khét tiếng nhất bóng đá thế giới lúc bấy giờ. Vào năm 2006, anh ký hợp đồng với Inter Milan và góp mặt trong đội hình tiêu biểu của năm của UEFA trong hai năm 2007 và 2009. Anh là vua phá lưới của giải Serie A trong mùa 2008–09 cũng như đạt Scudetto trong 3 năm liên tiếp. Anh gia nhập Barcelona vào mùa hè năm 2009 trước khi trở lại Ý một mùa sau trong màu áo của A.C. Milan và giành thêm một Scudetto cùng đội bóng này mùa 2010–11. Tháng 7 năm 2012, anh đầu quân cho Paris Saint Germain và giành 4 chức vô địch Ligue 1 liên tiếp, 3 Coupe de la Ligue, 2 Coupe de France và trở thành vua phá lưới của Ligue 1 trong ba mùa. Vào năm 2015, anh trở thành cầu thủ ghi nhiều bàn thắng nhất trong lịch sử của câu lạc bộ. Vào năm 2016, anh gia nhập Manchester United theo dạng chuyển nhượng tự do nơi anh giành được FA Community Shield, Football League Cup và UEFA Europa League trong mùa đầu tiên. Sau đó Ibrahimović gia nhập câu lạc bộ Mỹ LA Galaxy vào năm 2018. Hai năm sau, anh tái gia nhập đội bóng cũ AC Milan.
Ibrahimović là một trong 11 cầu thủ từng khoác áo trên 100 trận cho đội tuyển Thụy Điển. Anh là người ghi bàn nhiều nhất trong lịch sử bóng đá nước này với 62 bàn thắng. Anh góp mặt tại kỳ World Cup 2002 và 2006, cũng như các kỳ Euro 2004, 2008, 2012 và 2016. Anh đã đoạt giải Quả Bóng Vàng cho cầu thủ Thụy Điển xuất sắc nhất 12 lần, trong đó có 10 lần thắng giải liên tiếp từ 2007 đến 2016.
Với lối đá hiệu quả và kĩ năng dứt điểm thượng thừa, Ibrahimović được coi là một trong những tiền đạo xuất sắc nhất của bóng đá Thụy Điển, cũng như là một trong những cầu thủ hay nhất lịch sử . Ngoài sân cỏ, anh còn được biết đến với tính cách ngang tàng cùng với những phát ngôn gây tranh cãi của mình. Ngày 21 tháng 11 năm 2016, Hiệp hội bóng đá Thụy Điển thông báo quyết định tạc tượng Ibrahimović. Bức tượng cao 2,7 mét mô tả cảnh Zlatan Ibrahimović ăn mừng sau khi ghi bàn. Tượng được đặt bên ngoài sân vận động Friends Arena ở Stockholm.
Ngày 4 tháng 6 năm 2023, Zlatan Ibrahimović chính thức giã từ sự nghiệp thi đấu quốc tế sau 24 năm thi đấu chuyên nghiệp.

## Niên thiếu
— Từ cuốn tự truyện của anh ấy, I Am Zlatan Ibrahimović.

Ibrahimović sinh ra tại Thụy Điển trong một gia đình cha mẹ là dân nhập cư từ Nam Tư cũ. Cha là người Bosnia, tên Šefik, người đã di cư đến Thụy Điển vào năm 1977, sinh ra tại Bijeljina và mẹ là người Croatia có quê tại Zadar, Jurka Gravić, người cũng di cư đến Thụy Điển, nơi cặp đôi gặp nhau lần đầu. Cha mẹ anh đã gặp nhau tại Thụy Điển và Zlatan đã lớn lên tại Rosengård, một khu phố ở Malmö nổi tiếng là nơi có các cộng đồng dân nhập cư. Sau khi nhận được một đôi giày đá bóng, Ibra bắt đầu chơi bóng năm lên 6 tuổi. Anh luân phiên giữa FBK Balkan , một câu lạc bộ Malmö được thành lập bởi những người nhập cư Nam Tư, Malmö BI và một thời gian ngắn là câu lạc bộ bóng đá BK Flagg. Khi còn nhỏ, đôi khi mẹ anh dùng thìa gỗ đánh vào đầu anh, chiếc thìa này thường bị vỡ. Sau khi bà bị bắt vì xử lý hàng ăn cắp, các dịch vụ xã hội đã can thiệp. Lo ngại về khả năng chăm sóc 5 đứa con của người mẹ đã ly hôn, một trong số đó, em gái cùng cha khác mẹ của Zlatan, mắc chứng nghiện ma túy, năm 9 tuổi, anh được gửi đến sống với cha mình. Với thực phẩm khan hiếm ở nhà bố anh, nơi tủ lạnh chứa đầy bia, Zlatan thường đói nên anh sẽ chạy đến chỗ mẹ để ăn tối. Anh ta cũng trộm cắp và ăn cắp xe đạp. Về quá trình giáo dục khắc nghiệt đã hình thành nên tính cách của anh ấy, tác giả David Lagercrantz, người đồng sáng tác I Am Zlatan, tuyên bố: 
Phức tạp là từ tốt nhất để mô tả Zlatan. Một mặt anh ta là kiểu chiến binh mạnh mẽ, người biết rằng anh ta phải rất khó khăn để tồn tại. Vì vậy, anh ấy chiến đấu mọi lúc vì anh ấy luôn phải như vậy. Nhưng một phần khác của anh ta dễ bị tổn thương. Anh ấy là một chàng trai bị thương bởi sự giáo dục của mình, người sử dụng tất cả những điều đó để tạo ra sức mạnh cho bản thân. Ở vị trí của anh ấy, 99 trong số 100 anh chàng sẽ phải chịu thua, nhưng anh ấy đã sử dụng sự tức giận của mình để khiến bản thân trở nên tốt hơn. Anh ấy nói với tôi, 'David, tôi cần phải tức giận để chơi tốt'. Khi chơi với những đứa trẻ thuộc tầng lớp trung lưu, anh ấy cảm thấy tự ti vì mặc sai quần áo và không có tiền, vì vậy anh ấy đã tự nhủ 'Một ngày nào đó mình sẽ cho chúng xem!' Điều đó đã trở thành động lực cho anh ấy.
Trong một cuộc phỏng vấn anh cho biết hồi nhỏ khi đá bóng, trong một trận đấu, sau khi hiệp một kết thúc, đội bóng của anh bị dẫn 5-0, thế nhưng ở hiệp 2 anh vào sân và bất ngờ ghi 8 bàn thắng. Hồi niên thiếu, anh là thành viên quen thuộc của đội trẻ Malmö FF. Khi còn là một cậu bé, người hùng của anh ấy là tiền đạo người Brasil, Ronaldo. Một người cuồng nhiệt của bóng đá Ý, một cầu thủ khác mà anh ấy ngưỡng mộ là tiền đạo Gabriel Batistuta - một cầu thủ có những đặc điểm giống anh. Vào năm 15 tuổi, Ibrahimovic chút nữa đã rời bỏ đá bóng, bởi anh thích làm việc ở một cảng biển ở Malmö, nhưng huấn luyện viên đã động viên anh tiếp tục chơi bóng. Dù sau đó đỗ vào Borgarskolan ở Malmö, anh đã sớm bỏ học để tập trung vào nghề bóng đá

## Sự nghiệp cầu thủ

### Malmö FF
— Ibrahimović từ chối Arsenal
Ibrahimović đã bắt đầu chơi bóng đá chuyên nghiệp với câu lạc bộ Thụy Điển Malmö FF mùa giải năm 1999 tại Allsvenskan, giải hàng đầu Thụy Điển. Trong khi đang chơi tại câu lạc bộ này, Arsène Wenger đã cố thuyết phục anh gia nhập Arsenal nhưng không thành công. Khi đó, Wenger đã mời cầu thủ này thử việc nhưng anh đã đáp lại bằng câu nói nổi tiếng: "Zlatan không thử việc."  Ngoài Wenger, Leo Beenhakker cũng tỏ ra quan tâm Ibrahimović sau khi xem anh chơi ở La Manga, Tây Ban Nha. Xem Ibrahimović ghi một bàn bất ngờ trong một trận giao hữu với đội Na Uy Moss FK, Beenhakker bắt đầu tin vào tài năng của anh. Anh đã trở lại Amsterdam và ngày 22 tháng 3 năm 2001, một thỏa thuận giữa Ajax và Malmö liên quan đến việc chuyển nhượng Zlatan đến Amsterdam đã được thông báo và tháng 7 cùng năm, anh đã gia nhập Ajax với giá chuyển nhượng €7,8 triệu.

### Ajax
Ibrahimovic không có nhiều cơ hội ra sân dưới sự dẫn dắt của Co Adriaanse, nhưng khi Adriaanse bị sa thải vào ngày 29 tháng 11 năm 2001, tân huấn luyện viên Ronald Koeman đưa Ibra vào đội hình chính thức của Ajax vô địch Eredivisie 2001-02. Mùa giải sau đó, Ibra ghi 2 bàn trong chiến thắng 2-1 trước đội bóng Pháp Olympique Lyonnais ở trận đấu ra mắt cúp C1 vào ngày 17 tháng 9 năm 2002. Anh ghi tổng cộng 4 bàn ở cúp C1 cho tới khi Ajax thua AC Milan ở tứ kết. Trong mùa giải cuối cùng ở Ajax, tiếng tăm của Ibra bắt đầu vang dội khi anh ghi một bàn thắng tuyệt vời vào lưới NAC Breda vào ngày 22 tháng 8 năm 2004, một bàn thắng sau đó được bầu là "Bàn thắng đẹp nhất năm" theo bình chọn của người xem Eurosport. Anh chỉ ghi 1 bàn ở cúp C1 2003-04 (gặp Celta Vigo vào ngày 22 tháng 10) khi Ajax bị loại từ vòng bảng.
Vào ngày 18 tháng 4 năm 2004, Ibra gây ra chấn thương cho đồng đội ở Ajax Rafael van der Vaart trong một trận giao hữu gặp đội tuyển bóng đá quốc gia Hà Lan, chấn thương dẫn đến những lời chỉ trích của van der Vaart rằng Ibra đã cố tình gây chấn thương cho anh. Điều này khiến Ibrahimović ngay lập tức bị bán sang Juventus vào ngày 31 tháng 8.

### Juventus
Ibrahimovic chuyển từ Ajax sang Juventus với mức giá 16 triệu euro. Anh lập tức có suất trong đội hình chính do tay săn bàn David Trezeguet bị chấn thương, và ghi 16 bàn. Gần cuối mùa giải, Juventus từ chối mức giá 70 triệu euro mà Real Madrid đưa ra với anh, mà sau này được người đại diện của Ibra công bố, Mino Raiola, nhằm nâng mức giá của anh trên thị trường chuyển nhượng. Vào ngày 14 tháng 11 năm 2005, anh được trao danh hiệu Guldbollen, giải thưởng được trao cho cầu thủ Thuỵ Điển xuất sắc nhất năm.
Mùa giải kế tiếp không được thành công như mùa giải đầu tiên; vị trí của anh trên hàng tiền đạo Juventus bị thay đổi, bởi vai trò của anh không còn là một cầu thủ ghi bàn nữa mà anh chuyển sang đá cánh nhiều hơn, đóng góp nhiều hơn trong việc xây dựng lối chơi, đặc biệt là một cầu thủ mồi nhử, và số lần kiến tạo của anh tăng lên. Ở mùa giải 2005-06, các fan Juventus thường thất vọng với anh do sự xuất hiện mờ nhạt trong các trận đấu quan trọng của đội bóng như trận thua Arsenal ở cúp C1. Juventus bị tước danh hiệu Scudetto do vụ scandal Calciopoli, và bị giáng xuống Serie B. Huấn luyện viên mới cố gắng thuyết phục Ibra và các cầu thủ giỏi khác ở lại Juventus, nhưng cầu thủ và người đại diện đều quyết tâm ra đi, khi Raiola đe doạ các hành động luật pháp nhằm tháo gỡ Ibrahimović khỏi bản hợp đồng.

### Internazionale

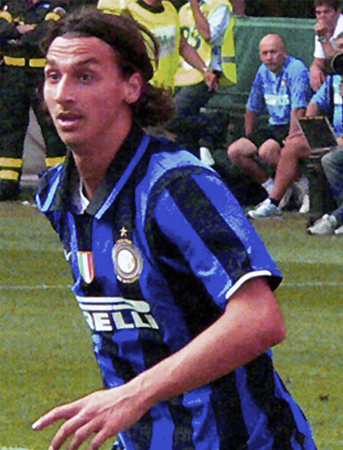
Ibrahimović chơi cho Inter Milan năm 2007.

Vào ngày 10 tháng 8 năm 2006, Ibra hoàn tất vụ chuyển nhượng với trị giá 24,8 triệu euro sang Internazionale, ký hợp đồng 4 năm, điều này diễn ra chỉ vài ngày sau khi Patrick Vieira hoàn tất vụ chuyển nhượng của mình. Zlatan cho biết anh từng ủng hộ Inter Milan khi anh còn nhỏ. Anh bắt đầu quãng thời gian ở đội bóng bằng việc ghi 1 bàn và kiến tạo một bàn thắng trong trận đấu ở Serie A gặp ACF Fiorentina và kết thúc mùa giải đầu tiên với danh hiệu cầu thủ ghi nhiều bàn nhất của Inter với 15 bàn.
Ibra chơi trận thứ 100 ở Serie A vào ngày 16 tháng 9 năm 2007. Hợp đồng của anh được gia hạn vào năm 2007, kéo dài thời hạn tới tháng 6 năm 2013. Anh được xếp vào hàng những cầu thủ bóng đá có số tiền lương cao nhất. Anh ghi 2 bàn ở cúp C1 tại vòng bảng gặp PSV Eindhoven vào ngày 2 tháng 10, bàn thắng đánh dấu pha làm bàn đầu tiên của anh ở cúp châu Âu kể từ tháng 12 năm 2005 và bàn đầu tiên trong màu áo Inter, và kết thúc với 5 bàn sau 7 trận ở cúp C1. Ở trận gặp Parma trong ngày cuối cùng của mùa giải vào ngày 18 tháng 5 năm 2008, anh trở lại từ một chấn thương và ghi cả hai bàn trong chiến thắng 2-0 của Inter, giúp đội bóng giành được danh hiệu Scudetto thứ 3 liên tiếp.

Vào ngày 16 tháng 11 năm 2008, Ibra cho biết anh sẽ không trở lại Allsvenskan khi nào còn là một cầu thủ chuyên nghiệp, mà anh sẽ thi đấu nốt phần còn lại của sự nghiệp ở nước ngoài.

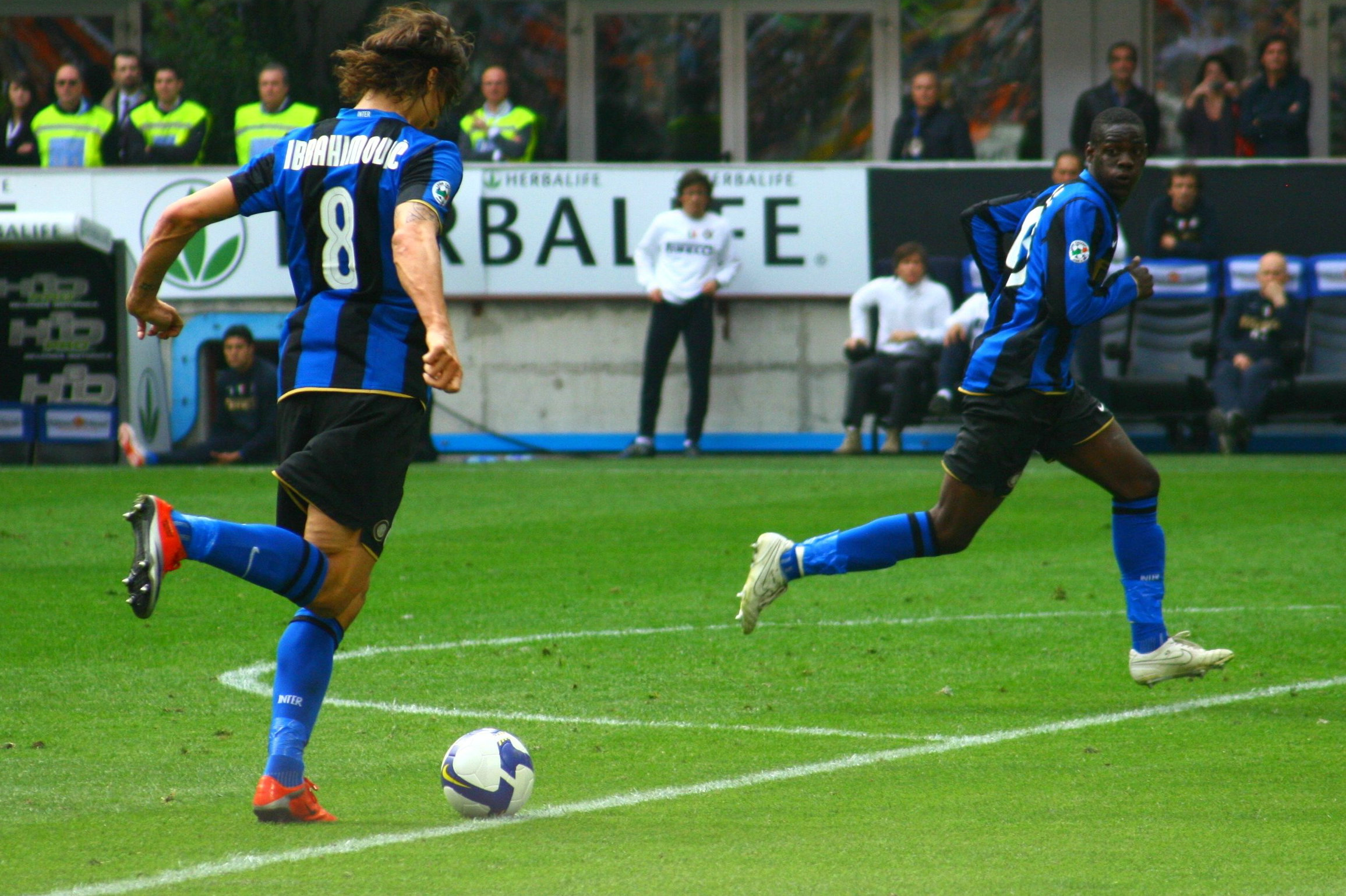
Ibrahimović và Mario Balotelli trong trận gặp Palermo vào năm 2009.

Mùa giải 2008–09 của Ibra bắt đầu một cách xán lạn. Bàn thắng của anh vào lưới Bologna F.C. 1909 được bầu là "Bàn thắng đẹp nhất năm". Anh ghi bàn thắng đó bằng gót chân mà không cần di chuyển và dứt điểm chính xác vào lưới sau quả tạt của Adriano. Phong độ của Ibra ở mùa giải đó đã được chú ý, với những đường di chuyển thông minh khi có và cả khi không bóng, và những đường chuyền của anh đã trở nên đáng chú ý, chẳng hạn đường chuyền điêu luyện của anh trong trận gặp S.S. Lazio. Anh kết thúc tháng thi đấu với một bàn thắng từ xa trong trận gặp Genoa, đó là trận thua đầu tiên của họ ở mùa giải, khiến Inter trở thành đội duy nhất không thua trên sân nhà ở giải đấu. Trong trận đấu cuối cùng của mùa giải, Ibra ghi 2 bàn vào lưới Atalanta, giành danh hiệu Capocannoniere bằng việc ghi nhiều hơn Marco Di Vaio và Diego Milito với 25 bàn trong cả mùa giải.

### Barcelona
Sau khi Maxwell hoàn thành vụ chuyển nhượng tới Barcelona, chủ tịch Joan Laporta xác nhận rằng đã có một thoả thuận sơ bộ giữa FC Barcelona và Inter Milan về việc Ibra sẽ gia nhập đội bóng còn Samuel Eto'o sẽ di chuyển theo chiều ngược lại, cộng thêm một khoản tiền. Laporta cho biết những cuộc đàm phán bắt đầu khi ông đặt một chuyến bay, ban đầu là từ Ukraina tới Tây Ban Nha, để có một cuộc nói chuyện với Massimo Moratti, chủ tịch Inter, ở Milan. Ibra rời Inter Milan khi đội bóng đang có chuyến tập huấn mùa hè ở Mĩ ở giải World Football Challenge vào ngày 23 tháng 7 năm 2009 để có những cuộc thương thảo với Barca, và trận cuối cùng của anh cho Inter là gặp Chelsea. Say khi Inter Milan đồng ý các điều khoản hợp đồng với Eto'o và Barcelona với Ibrahimović, Barcelona cho biết Ibra sẽ tới vào ngày 26 tháng 7 năm 2009 để có các cuộc kiểm tra sức khoẻ vào ngày 27 tháng 9.

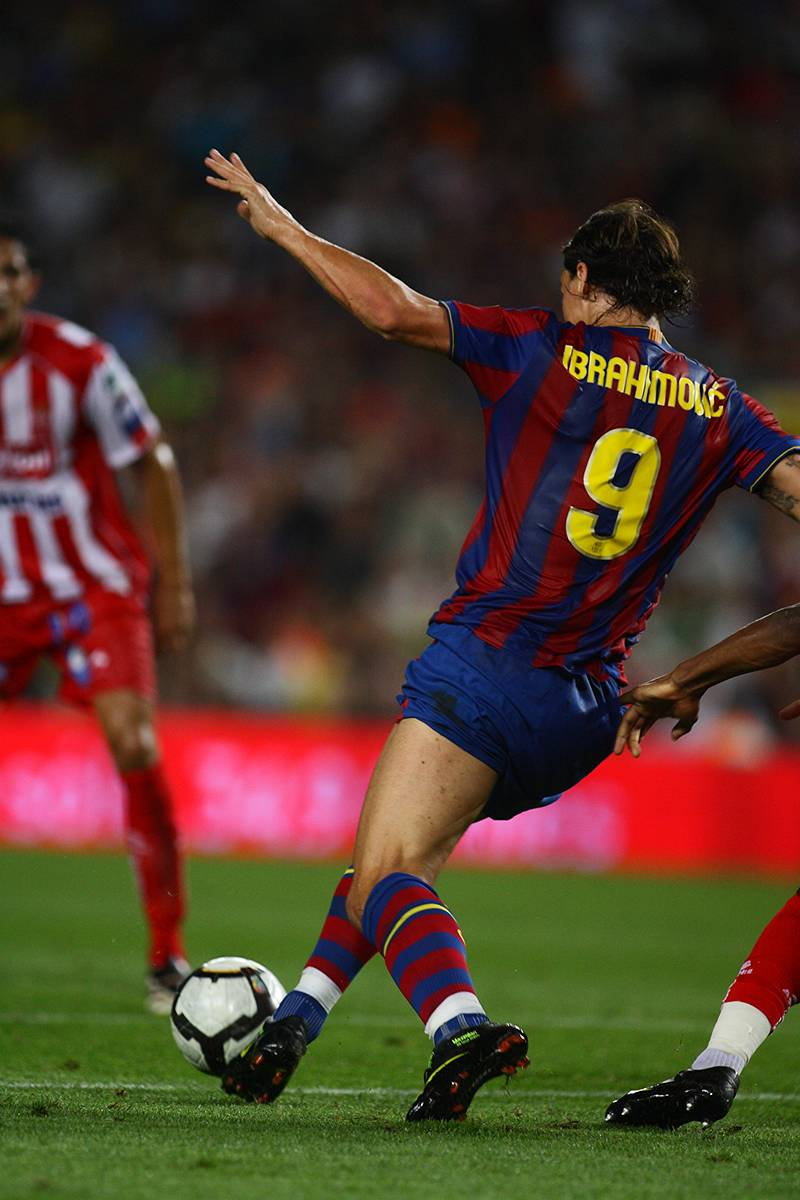
Ibrahimović chơi cho Barcelona trong trận đấu với Sporting Gijón năm 2009.

Ibrahimović vượt qua cuộc kiểm tra ra mắt trước 60.000 cổ động viên ở Camp Nou. Anh ký hợp đồng 5 năm, với mức giá 46 triệu euro (65 triệu USD) và đổi Eto'o (định giá khoảng 20 triệu bảng) và cho mượn Aleksandr Hleb (mức phí để mua hẳn là 10 triệu euro) với số tiền giải phóng hợp đồng là 250 triệu euro, khiến Ibra có giá 66 triệu euro (94 triệu USD). Theo cuốn sách của Inter, phí là 69,5 triệu euro, nhưng một phần phí Inter (tối đa 5% theo quy định của FIFA) đã được Barcelona khấu trừ và phân phối cho các câu lạc bộ trẻ và chuyên nghiệp trẻ của Ibrahimović: Malmö FF và AFC Ajax như một khoản đóng góp đoàn kết .

Hleb từ chối vụ chuyển nhượng và sau đó được đem cho VfB Stuttgart mượn, và Barcelona tăng số tiền thêm 3 triệu euro, khiến tổng giá trị của Ibra là 69 triệu euro (99 triệu USD). Điều này đã phá vỡ kỉ lục về giá trị chuyển nhượng trong lịch sử bóng đá. Anh ký bản hợp đồng có mức lương hàng năm 14,5 triệu euro bao gồm cả tiền thưởng. Barcelona cho biết Ibra đã phẫu thuật thành công chấn thương ở cánh tay trái của anh vào ngày 28 tháng 7 năm 2009. Anh trở lại tập luyện vào ngày 12 tháng 8 năm 2009 cho Barelona. Barca cũng trả FBK Balkan, đội trẻ của Ibrahimovic, 144.000 euro, và Malmö FF, đội bóng đầu tiên của Ibra, 2 triệu euro theo luật thống nhất của FIFA.

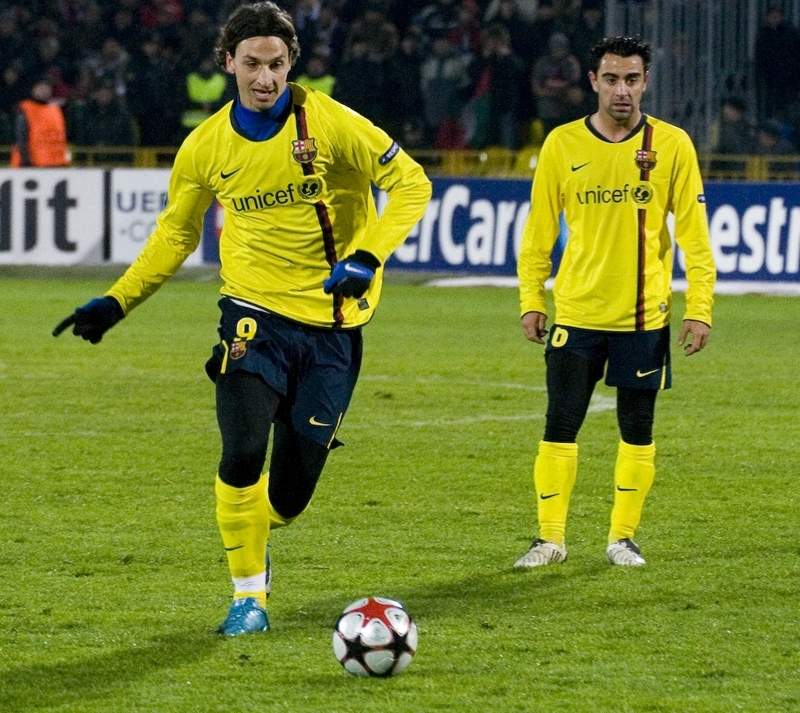
Ibrahimović chuẩn bị thực hiện một quả đá phạt cho Barcelona ở UEFA Champions League với Xavi (phải)

Ibrahimović bắt đầu mùa giải 2009–10 với trận ra mắt thi đấu cho Barcelona vào ngày 23 tháng 8 năm 2009 bằng việc kiến tạo cho Lionel Messi một bàn thắng, đưa họ đến Supercopa de España, đánh bại Athletic Bilbao với tỷ số chung cuộc 5–1. Trong trận đấu tiếp theo của mình, Barcelona đã giành được Siêu cúp UEFA năm 2009 với chiến thắng 1–0 trước Shakhtar Donetsk. Trong lần ra sân thứ ba, anh ghi bàn thắng đầu tiên trong trận mở tỷ số mùa giải La Liga của Barcelona trước Sporting Gijón trong chiến thắng 3–0. Ibrahimović đã ghi bàn trong bốn trận đấu tiếp theo của anh ấy, do đó lập kỷ lục đội bóng là cầu thủ duy nhất từng ghi bàn trong năm trận đấu đầu tiên của anh ấy.
Vào ngày 20 tháng 10, anh ghi bàn thắng đầu tiên tại Champions League cho Barcelona trong trận đấu vòng bảng với Rubin Kazan. Năm ngày sau, anh ghi hai bàn trong trận hạ gục Real Zaragoza 6–1, giúp anh dẫn đầu giải đấu với bảy bàn sau bảy trận đấu tại giải đấu trong khi đưa Barcelona lên đầu bảng. Tuy nhiên, vào ngày 7 tháng 11, anh bị chấn thương đùi khiến anh phải nghỉ thi đấu trong ba tuần. Anh ấy trở lại thi đấu vào tuần 12 của mùa giải trong trận đấu với Real Madrid với tư cách là người thay thế Thierry Henry ở hiệp hai, và ghi bàn thắng thứ tám trong chiến dịch. Anh ấy đã kết thúc với 11 bàn thắng và 4 đường kiến tạo trong 15 trận đấu đầu tiên của Barcelona. Barcelona đã kết thúc năm 2009 bằng chức vô địch FIFA Club World Cup 2009 trước Estudiantes vào ngày 19 tháng 12 năm 2009.

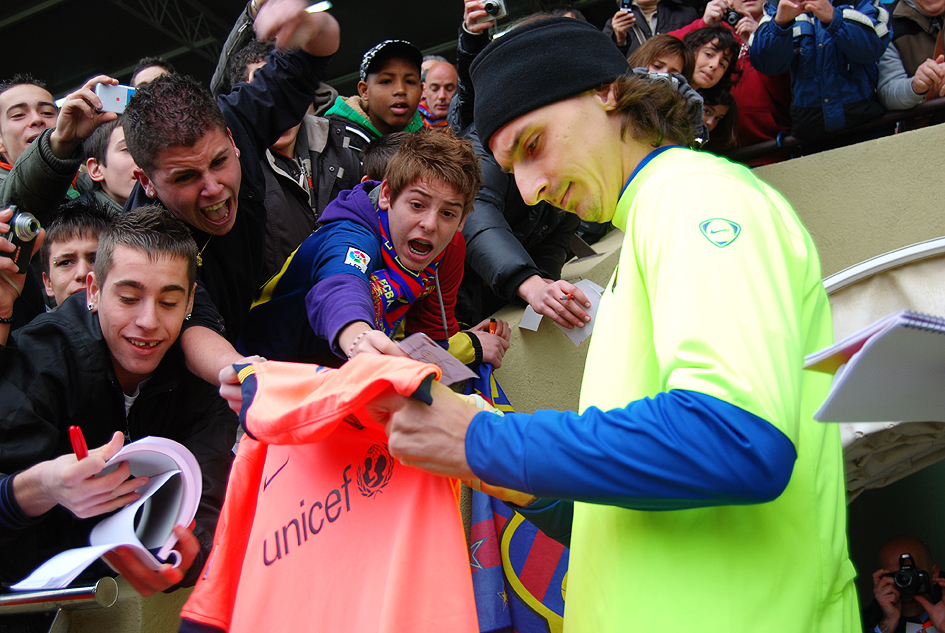
Ibrahimović ký tặng người hâm mộ năm 2010.

Ibrahimović ghi bàn thắng duy nhất cho Barcelona trong trận đấu lượt đi vòng 16 đội Copa del Rey 2009–10 trong trận thua 2–1 trước Sevilla vào ngày 5 tháng 1 năm 2010. Vào ngày 20 tháng 1, anh được chọn vào Đội hình xuất sắc nhất năm 2009 của UEFA. Bàn thắng đầu tiên của anh ấy trong năm 2010 là vào ngày 14 tháng 2 vào lưới Atlético Madrid. Trong lần xuất hiện tiếp theo, Ibrahimović đã ghi bàn vào lưới Stuttgart trong trận lượt đi vòng loại trực tiếp UEFA Champions League của họ. Anh ta bị đuổi khỏi sân vào ngày 6 tháng 3 trong một trận đấu với Almería ở giải VĐQG mà Barcelona đã kháng cáo nhưng không có kết quả, và anh ta bị treo giò một trận. Một căng thẳng ở bắp chânTrong chiến thắng trước trận đấu La Liga tiếp theo sau khi anh ấy trở lại sau án treo giò trước Athletic Bilbao đã loại Ibrahimović ra khỏi trận lượt về chiến thắng 4–1 trước Arsenal, trong đó anh ghi hai bàn thắng trên sân khách, trận lượt về El Clásico với Madrid (mà Barcelona thắng 2–0), và trận đấu tiếp theo gặp Deportivo de La Coruña. Anh ấy đã trở lại sân thay người ở phút 82 trong trận hòa 0–0 trước Espanyol vào ngày 17 tháng 4.
— Ibrahimović chê bai Guardiola về cách anh ấy được sử dụng tại Barcelona.
Sau thất bại ở bán kết của Barcelona trước Inter Milan tại Champions League, Ibrahimović đã nói về cách anh đối đầu với huấn luyện viên Pep Guardiola trong phòng thay đồ. "Tôi hét lên: 'Ông không có bất kỳ viên bi nào trong quần!' và tệ hơn là tôi nói thêm: 'Ông có thể xuống địa ngục!' Tôi đã hoàn toàn đánh mất điều đó, và bạn có thể mong đợi Guardiola sẽ nói vài lời để đáp lại, nhưng ông ấy là một kẻ hèn nhát không xương sống. Ông ấy chỉ [...] bỏ đi, không bao giờ nhắc lại, không nói một lời." Anh ấy ghi bàn thắng cuối cùng của mình cho Barcelona trong Supercopa de España năm 2010 vào ngày 14 tháng 8 trong trận thua 3-1 trước Sevilla, và vào ngày 25 tháng 8, anh ấy chơi trận cuối cùng cho câu lạc bộ trước Milan để giành Joan Gamper Trophy, sau đó anh ấy tuyên bố với giới truyền thông rằng mối quan hệ của anh ấy với Guardiola đã bắt đầu xấu đi và Guardiola đã không nói chuyện với anh ấy kể từ tháng Hai. Trong cuốn tự truyện I Am Zlatan của mình, anh ấy nói, "" Mọi chuyện khởi đầu tốt nhưng sau đó Messi bắt đầu nói chuyện. Anh ấy muốn chơi ở trung lộ, không phải chạy cánh, vì vậy hệ thống đã thay đổi từ 4–3–3 thành 4–5–1. Tôi đã hy sinh và không còn quyền tự do trên sân mà tôi cần để thành công." 

#### Mùa giải 2010–11: Cho AC Milan mượn
Vào ngày 28 tháng 8 năm 2010, AC Milan thông báo qua trang web chính thức rằng họ đã ký hợp đồng với Ibrahimović cho mùa giải 2010–11. Anh ấy đã được cho Milan mượn trong mùa giải, với câu lạc bộ có quyền chọn mua anh ấy hoàn toàn với giá 24 triệu euro vào cuối mùa giải.  Anh ký hợp đồng 4 năm ngay sau khi vượt qua kỳ kiểm tra y tế thành công. Khi ký hợp đồng, Ibrahimović nói, "Động thái này mang lại cho tôi nhiều adrenaline hơn. Tôi đã chuyển đến đây để giành chức vô địch Champions League cùng Milan. Tôi muốn giành cú đúp."

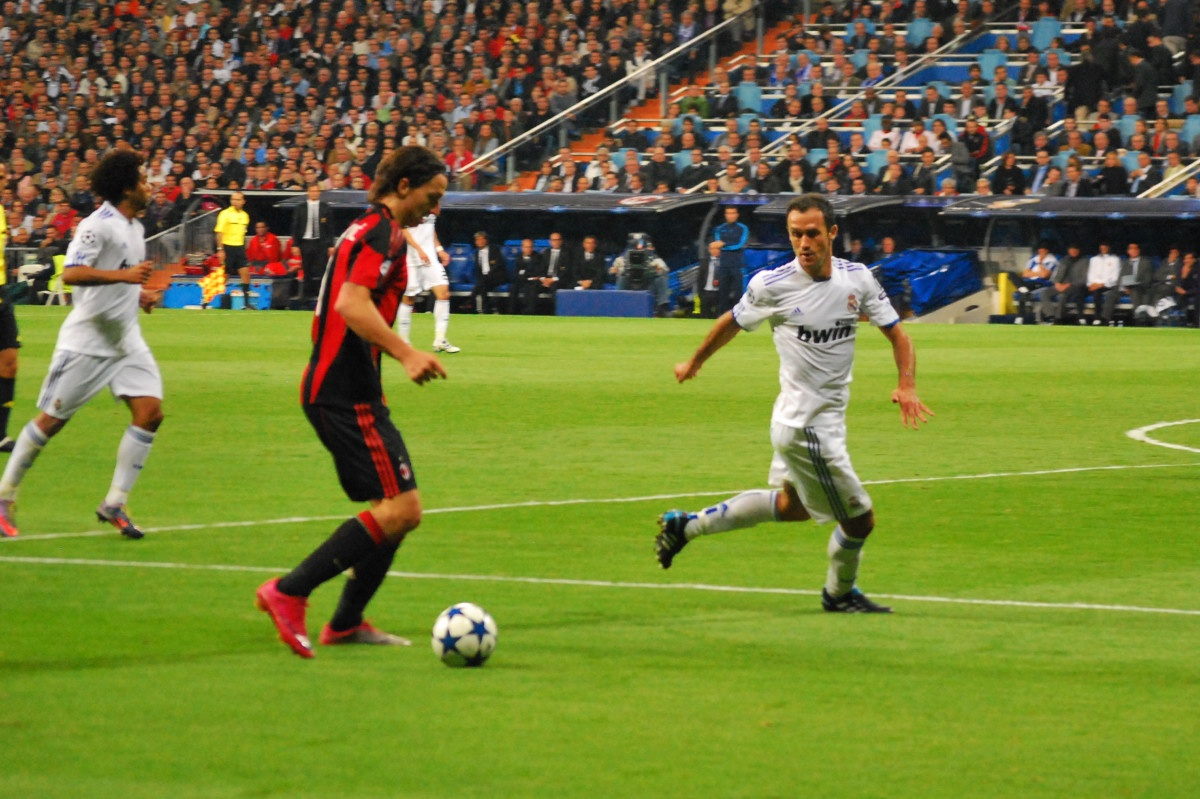
Ibrahimović trong một pha bóng cho Milan tại UEFA Champions League 2010–11.

Ibrahimović đã có trận ra mắt Milan trong trận thua 0-0 trước Cesena vào ngày 11 tháng 9, trong đó anh đá hỏng quả phạt đền ở cuối trận, và ghi bàn thắng đầu tiên cho câu lạc bộ khi Milan đánh bại Auxerre trong trận đấu đầu tiên tại Champions League vào ngày 15 tháng 9. Vào ngày 14 tháng 11, Ibrahimović ghi bàn trong chiến thắng 1–0 trước câu lạc bộ cũ của anh là Inter trong trận Derby della Madonnina. Vào ngày 20 tháng 11, anh ghi bàn thắng thứ bảy vào lưới Fiorentina ở phút thứ 45 bằng một cú đá xe đạp chổng ngược, vượt qua Alexandre Patovới tư cách là cầu thủ ghi bàn hàng đầu của đội trong mùa giải. Vào ngày 4 tháng 12 năm 2010, trong một trận đấu với Brescia, anh đã kiến tạo để Kevin-Prince Boateng vượt lên dẫn trước Milan và sau đó ghi bàn thắng thứ ba bằng một cú sút cực mạnh ở gần rìa vòng cấm, giúp Milan giành chiến thắng 3–0. Vào ngày 12 tháng 12 năm 2010, lịch sử lặp lại trong trận đấu với Bologna sau khi anh kiến tạo để Boateng đưa Milan vượt lên dẫn trước một lần nữa và ghi bàn sau đó để nâng tỉ số lên 3–0, dẫn anh tới 13 bàn thắng với 8 pha kiến tạo trong 21 trận trên mọi đấu trường. Trong những ngày diễn ra trận đấu, anh được so sánh với huyền thoại Marco van Basten của Milan bởi cả giới truyền thông và chính Van Basten.

Ibrahimović nhận án phạt cấm thi đấu 3 trận sau khi nhận thẻ đỏ trong trận hòa 1-1 trên sân nhà trước Bari vào tháng 3 năm 2011 vì đã đấm vào bụng hậu vệ Marco Rossi của Bari. Ibrahimović bị phạt thêm 3 trận vào tháng 2 năm 2012 trong trận thua 2-1 trên sân nhà trước Fiorentina vì chửi bới trợ lý trọng tài. Ibrahimović nói trong lời bào chữa rằng anh đang nói với chính mình trong sự thất vọng. Anh giành Scudetto đầu tiên với Milan sau trận hòa với Roma. Tất cả các thỏa thuận giữa Milan và Barcelona đã được xác nhận vào ngày 18 tháng 6 năm 2011

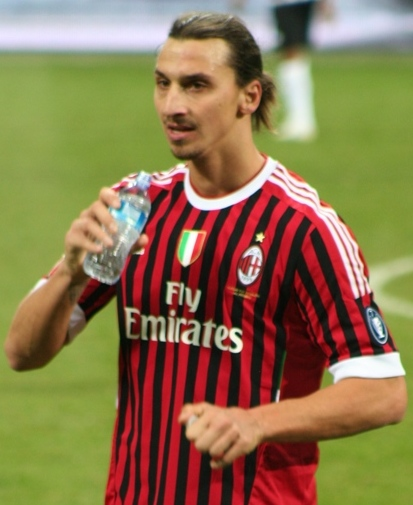
Ibrahimovic trong một trận đấu của Milan vào tháng 12 năm 2011.

Ibrahimović bắt đầu mùa giải mới vào ngày 6 tháng 8 trong Supercoppa Italiana 2011 trước đối thủ cùng thành phố Inter, nơi anh ghi bàn đầu tiên trong chiến thắng lội ngược dòng 2-1 để giành chiếc cúp đầu tiên của mùa giải. Trong trận đấu mở màn mùa giải 2011–12, Ibrahimović ghi bàn thắng đầu tiên cho Milan trong trận hòa 2–2 trên sân nhà trước Lazio. Anh ghi bàn thắng đầu tiên trong mùa giải Champions League vào ngày 28 tháng 9 trong chiến thắng 2–0 trên sân nhà trước Viktoria Plzeň, tiếp theo là bàn thắng khác vào ngày 19 tháng 10 trước BATE Borisov trong một chiến thắng 2–0 khác trên sân nhà. Anh ấy tiếp tục với những màn trình diễn chắc chắn của mình khi ghi bàn trong chiến thắng 4–1 trên sân nhà trước Parma và một cú đúp trong chiến thắng 3–2 trên sân khách của đội trước Roma, kết thúc một tháng thành công của tháng Mười.
Tháng 11 chứng kiến anh ghi bàn trong các trận liên tiếp trước BATE, ở Champions League và Catania, ở giải VĐQG. Cuối tháng trước Barcelona trong một trận đấu khác tại Champions League, Ibrahimović đã ghi bàn vào lưới câu lạc bộ cũ của anh ấy để gỡ hòa trận đấu với tỷ số 1-1. Tuy nhiên, cuối cùng thì Barça đã gỡ hòa khi Xavi ghi bàn ấn định chiến thắng cho gã khổng lồ xứ Catalan để nâng tỉ số lên 3-2 tại San Siro. Anh kết thúc tháng 11 với một cú đúp vào lưới Chievo, bàn thắng đầu tiên trong số đó nâng tổng số bàn thắng trong sự nghiệp Serie A của anh lên 100 bàn thắng. Vào tháng 12, Ibrahimović đã ghi một bàn trong mỗi năm trận đấu tại Serie A. Khi bắt đầu năm 2012, anh ấy ghi bàn vào lưới Atalanta chuyển đổi một quả phạt đền. Anh là cây săn bàn hàng đầu của Serie A, với 14 bàn sau 16 lần ra sân sau cú đúp vào lưới Novara, trong đó bàn thứ hai đến từ một pha đánh gót. Vào ngày 5 tháng 2 năm 2012 trong một trận đấu với Napoli, anh ta đã nhận thẻ đỏ vì tát Salvatore Aronica trong một tình huống tranh chấp bóng bổng, và bị cấm thi đấu thêm 3 trận nữa ở Serie A.
Vào ngày 15 tháng 2, trong trận lượt đi vòng 16 đội Champions League, Ibrahimović đã kiến tạo cả hai bàn thắng cho Robinho và cũng ghi bàn bằng một quả đá phạt trực tiếp, qua đó giúp Milan giành chiến thắng 4–0 trước Arsenal. Vào ngày 3 tháng 3, trong chiến thắng 4–0 trên sân khách trước Palermo, Ibrahimović đã dẫn đầu bảng săn bàn khi anh ghi một hat-trick trong hiệp một để nâng tổng số bàn thắng của mình lên 17 bàn. Anh kết thúc mùa giải với tư cách là Vua phá lưới Serie A với 28 bàn thắng sau 32 trận đấu.

### Paris Saint-Germain

#### Mùa giải 2012–13

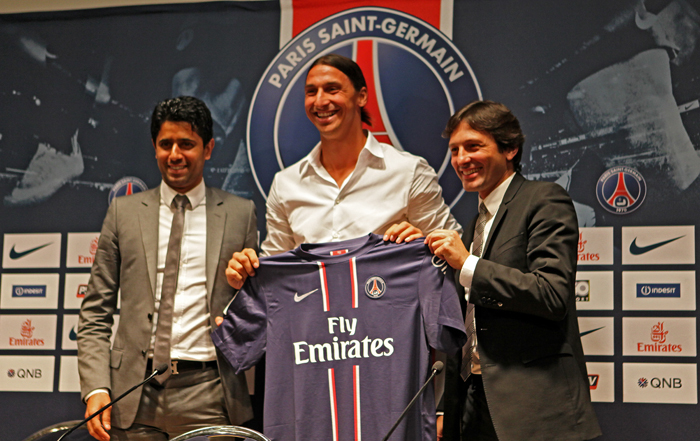
Ibrahimović ra mắt bởi Giám đốc thể thao Paris Saint-Germain, Leonardo (phải) và Chủ tịch Nasser Al-Khelaifi (trái).

Vào ngày 17 tháng 7 năm 2012, Paris Saint-Germain xác nhận rằng họ đã đạt được thỏa thuận mua lại quyền kinh tế và thể thao của Ibrahimović từ Milan, sau khi đã đồng ý các điều khoản cá nhân với tiền đạo này, với mức phí chuyển nhượng 20 triệu euro. Được định giá 180 triệu euro, những khoản phí kết hợp này đã làm lu mờ những khoản phí do Nicolas Anelka. Hợp đồng ba năm của anh ấy sẽ chứng kiến anh ấy nhận được mức lương ròng hàng năm là 14 triệu euro bao gồm tiền thưởng (sẽ nhiều hơn 2 triệu euro so với những gì anh ấy kiếm được mỗi năm ngay trước khi anh ấy rời Milan) và biến anh ấy trở thành cầu thủ được trả lương cao thứ hai ở thế giới đằng sau Samuel Eto'o.

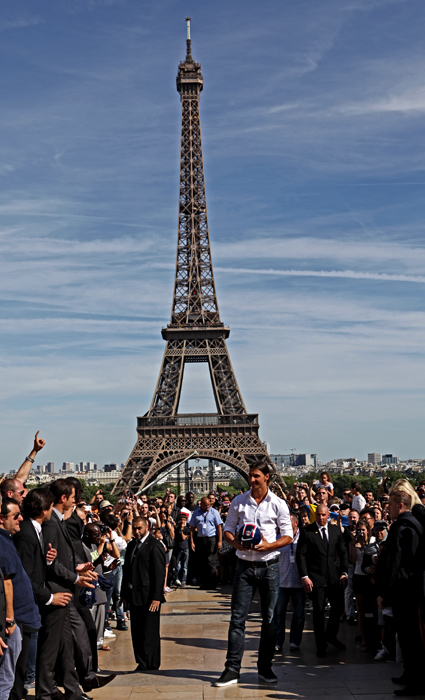
Ibrahimović chào người hâm mộ PSG vào ngày anh ký hợp đồng với câu lạc bộ vào tháng 7 năm 2012.

Ngày hôm sau, Ibrahimović ký hợp đồng và phát biểu như sau trong cuộc họp báo: "Đó là một bước tiến lớn trong sự nghiệp của tôi và một giấc mơ khác đã thành hiện thực. Tôi rất hạnh phúc vì đây là dự án mà tôi muốn trở thành. tham gia. Tôi muốn trở thành một phần lịch sử của câu lạc bộ. Tôi ở đây để giành chiến thắng và không có gì khác." Ibrahimović ghi hai bàn trong hiệp hai cho PSG để giúp họ tập trung từ 2–0 ở hiệp một để cứu vãn trận hòa 2–2 trên sân nhà với Lorient trong trận mở màn Ligue 1 2012–13. Anh ghi hai bàn trong hiệp một để giúp PSG giành chiến thắng 2-1 trước Lille. Đó là chiến thắng đầu tiên của PSG tại Ligue 1 sau ba trận hòa liên tiếp trong ba trận đấu đầu tiên của mùa giải 2012–13.
Trong trận đấu mở màn bảng A Champions League 2012–13 với Dynamo Kyiv vào ngày 18 tháng 9 năm 2012, Ibrahimović đã ghi bàn thắng thứ sáu trong lần ra sân thứ năm cho đội bóng của Carlo Ancelotti thông qua một quả phạt đền. Do đó, anh trở thành cầu thủ đầu tiên ghi bàn cho sáu câu lạc bộ tại UEFA Champions League.  Vào ngày 8 tháng 10, Ibrahimović chỉ trở thành cầu thủ thứ ba (sau Ronaldinho và Laurent Blanc ) chơi trong trận El Clásico ở Tây Ban Nha, trận Derby della Madonnina ở Ý và Le Classique, trận derby giữa Marseille và PSG. Anh ấy đã ghi cả hai bàn thắng của PSG (bàn đầu tiên là từ một cú đánh gót và bàn thứ hai là từ một quả đá phạt trực tiếp) trong trận derby Classique Ligue 1 tại Stade Vélodrome vào ngày hôm đó, với kết quả là 2–2. Vào ngày 11 tháng 12 năm 2012, anh ghi một hat-trick trong chiến thắng 4–0 trước Valenciennes.
Vào tháng 1 năm 2013, Ibrahimović được trao chiếc áo số 10 sau sự ra đi của cầu thủ chạy cánh người Brazil Nenê . Vào tháng 4 năm 2013, Ibrahimović ghi bàn trong trận hòa 2–2 trước đội bóng cũ Barcelona ở tứ kết Champions League. Tuy nhiên, PSG đã bị loại trên sân khách sau trận hòa 1-1 tại Camp Nou ở trận lượt về. Anh kết thúc mùa giải với tư cách là thủ lĩnh kiến tạo ở Champions League 2012–13, cung cấp bảy đường kiến tạo. Vào ngày 12 tháng 5 năm 2013, Paris Saint-Germain đã giành chức vô địch Ligue 1 sau chiến thắng 1–0 trên sân khách trước Lyon, danh hiệu thứ ba và cũng là lần đầu tiên kể từ năm 1994. Anh kết thúc năm với tư cách là cây săn bàn hàng đầu của Ligue 1 với 30 bàn thắng, trở thành cầu thủ đầu tiên đạt được cột mốc đó trong giải đấu hàng đầu nước Pháp kể từ Jean-Pierre Papin trong mùa giải 1989–90. Vào ngày 20 tháng 5, anh được vinh danh là Cầu thủ xuất sắc nhất Ligue 1 bởi Union nationale des footballeurs Professionalnels (UNFP).

#### Mùa giải 2013–14

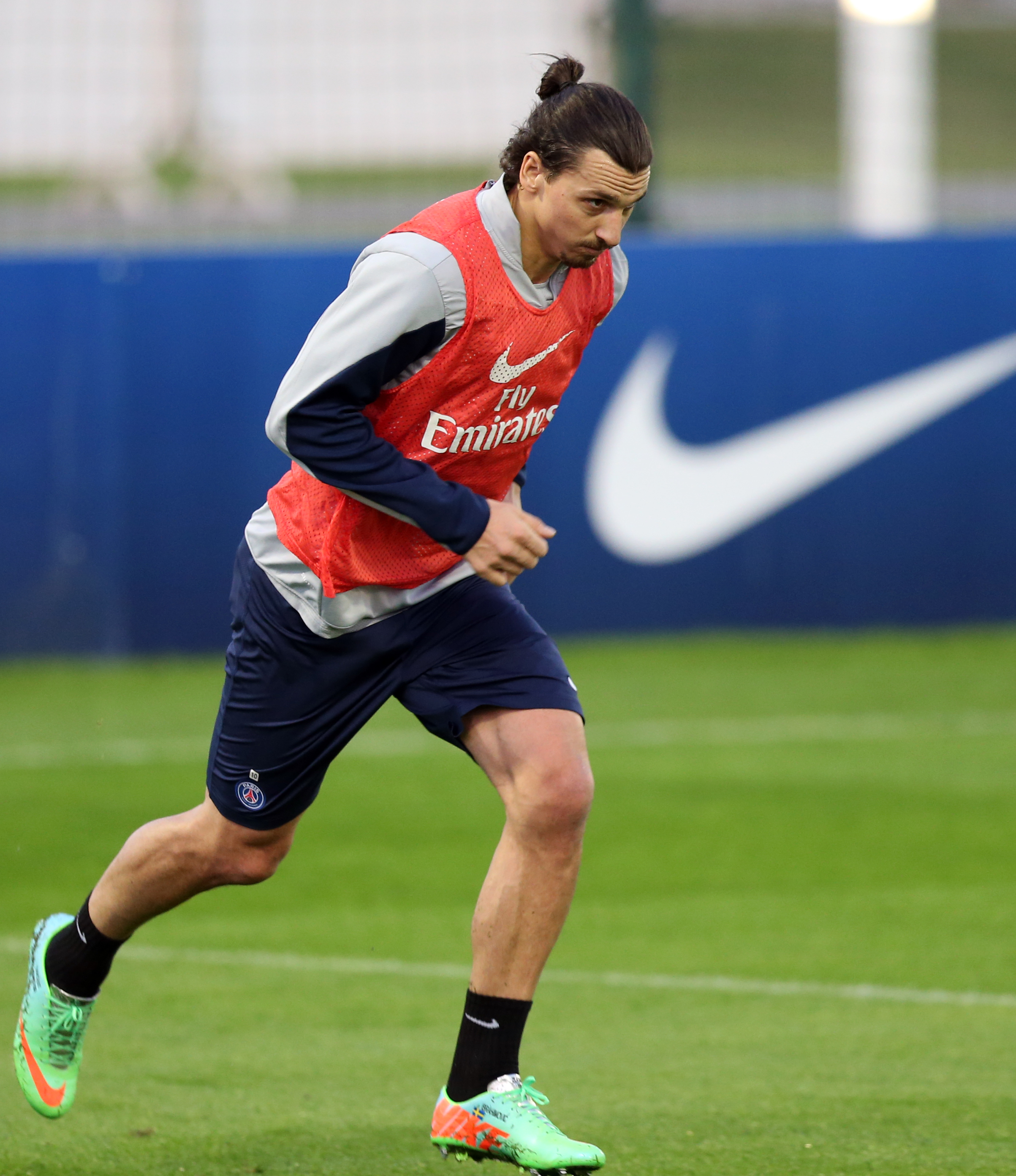
Ibrahimović tập luyện với Paris Saint-Germain năm 2013.

Ibrahimović ghi bàn thắng đầu tiên trong mùa giải vào ngày 31 tháng 8 năm 2013, ghi bàn vào phút bù giờ khi PSG ghi chiến thắng 2–0 trước Guingamp. Vào ngày 24 tháng 9, có thông báo rằng Ibrahimović đã gia hạn hợp đồng với PSG, điều này sẽ khiến anh ở lại câu lạc bộ cho đến năm 2016. Một tuần sau vào ngày 2 tháng 10, cầu thủ người Thụy Điển ghi hai bàn khi PSG kết thúc với chiến thắng 3–0 trước Benfica trong một trận đấu vòng bảng Champions League. Vào ngày 19 tháng 10, anh ghi hai bàn trong chiến thắng 4–0 của PSG trước Bastia, một bàn bằng cú đánh gót ngược táo bạo khi chạm vào phía sau hậu vệ để đưa bóng vào lưới. Bàn thắng sau đó được xướng tên là Bàn thắng của mùa giải tại Ligue 1 , do công chúng lựa chọn.  Bốn ngày sau, Ibrahimović ghi bốn bàn trong chiến thắng 5–0 trên sân khách của PSG trước RSC Anderlecht tại Champions League; anh ghi hat-trick nhanh thứ tám trong lịch sử giải đấu (hoàn thành trong 19 phút, bao gồm một cú vô lê uốn cong dài 30 yard với tốc độ 93 dặm một giờ ),  và trở thành cầu thủ thứ 11 ghi bốn lần trở lên trong một trận đấu tại Champions League.
Vào ngày 27 tháng 11, Ibrahimović có trận đấu thứ 100 tại UEFA Champions League, ghi bàn mở tỷ số trong chiến thắng 2-1 trước Olympiacos tại Parc des Princes. Vào ngày 16 tháng 3 năm 2014, Ibrahimović đã ghi cả hai bàn thắng trong chiến thắng 2–0 trước Saint-Étienne để vượt qua kỷ lục câu lạc bộ của Carlos Bianchi là 39 bàn trong một mùa giải. Vào ngày 11 tháng 5, anh được vinh danh là Cầu thủ xuất sắc nhất năm của Ligue 1 trong mùa giải thứ hai liên tiếp. Ibrahimović kết thúc mùa giải Ligue 1 với tư cách vua phá lưới với 26 bàn thắng khi PSG giành chức vô địch giải đấu thứ hai liên tiếp. Nhìn chung, anh ghi 41 bàn trên mọi đấu trường, trong đó có 10 bàn trong 8 trận tại Champions League.

#### Mùa giải 2014–15

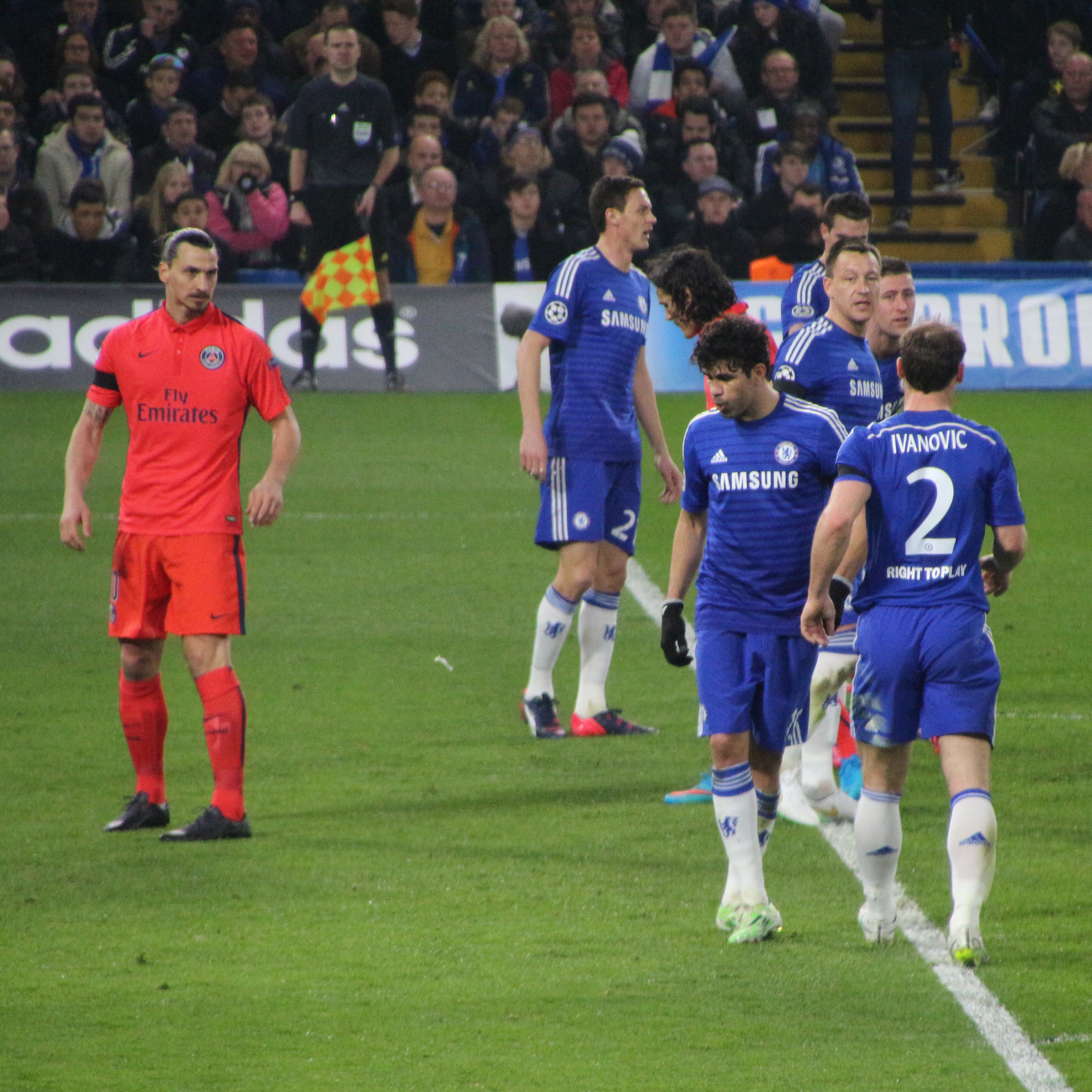
Ibrahimović (trái) trong trận tứ kết UEFA Champions League với Chelsea vào tháng 3 năm 2015.

Ibrahimović đã ghi hai bàn thắng đầu tiên cho Paris Saint Germain vào ngày 2 tháng 8 năm 2014 trong trận đấu với Guingamp tại Trophée des Champions 2014, giành được chiếc cúp bạc đầu tiên trong mùa giải. Trong trận đấu đầu tiên của mùa giải, Ibrahimović ghi hai bàn nhưng cũng để lọt lưới và có một quả phạt đền khi PSG hòa 2–2 với Reims. Ibrahimović ghi hat-trick giải đấu đầu tiên trong mùa giải trong trận đấu với Saint-Étienne vào ngày 31 tháng 8. Trong trận tứ kết Coupe de la Ligue vào ngày 13 tháng 1 năm 2015, Ibrahimović ghi bàn thắng duy nhất trong trận đấu với Saint-Étienne trên sân khách. Đội chủ nhà cho rằng bóng chưa đi qua vạch vôi, và các cổ động viên đã ném đồ vật xuống sân, làm gián đoạn trận đấu trong mười phút.
Vào ngày 11 tháng 3, Ibrahimović nhận thẻ đỏ trực tiếp trong trận đấu thuộc vòng 16 đội Champions League với Chelsea trên sân nhà Stamford Bridge, vì phạm lỗi với Oscar. PSG hòa 2–2 sau hiệp phụ để giành quyền vào tứ kết nhờ luật bàn thắng trên sân khách. Chín ngày sau, anh ghi một hat-trick trong chiến thắng 3–0 trước Lorient tại Parc des Princes. Anh lập một hat-trick khác vào ngày 8 tháng 4 khi PSG lọt vào Chung kết Coupe de France 2015 với chiến thắng 4–1 trước Saint-Étienne, bắt đầu bằng một quả phạt đền cho bàn thắng thứ 100 của anh cho câu lạc bộ. Anh kết thúc trận đấu với 102 bàn thắng trong sự nghiệp cho PSG, chỉ đứng sau Pauleta. Ba ngày sau, anh ghi hai bàn giúp PSG đánh bại Bastia 4–0 trong trận Chung kết Coupe de la Ligue 2015. Bàn thắng đầu tiên là một quả phạt đền mà anh ấy đã giành được khi bị Sébastien Squillaci phạm lỗi, khiến hậu vệ Bastia bị đuổi.

#### Mùa giải 2015–16

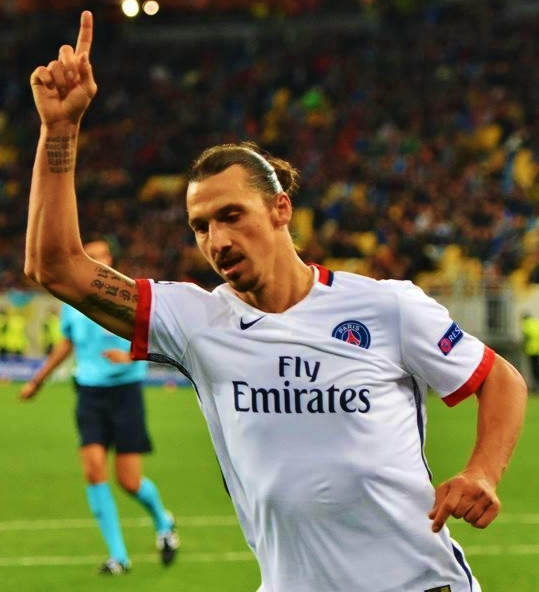
Ibrahimović thi đấu với Shakhtar Donetsk ở vòng bảng UEFA Champions League vào tháng 9 năm 2015.

Vào ngày 4 tháng 10 năm 2015, Ibrahimović ghi cả hai bàn thắng từ chấm phạt đền trong chiến thắng 2-1 trên sân nhà trước Marseille để vượt qua Pauleta và trở thành tay săn bàn hàng đầu mọi thời đại của Paris Saint-Germain với 110 bàn thắng trên mọi đấu trường chính thức. Vào ngày 25 tháng 11, Ibrahimović làm đội trưởng PSG trong chuyến trở lại câu lạc bộ cũ Malmö FF trong khuôn khổ vòng bảng Champions League 2015–16. Anh ấy đã ghi bàn thắng thứ ba của đội trong chiến thắng 5–0, kết quả khẳng định suất vào vòng loại trực tiếp của PSG. Khi ghi hai bàn trong chiến thắng 3–0 của PSG trước Nice vào ngày 4 tháng 12 năm 2015, Ibrahimović đánh bại Kỷ lục trước đó của Mustapha Dahleb là 85 bàn thắng để trở thành cầu thủ ghi nhiều bàn thắng nhất mọi thời đại của câu lạc bộ ở giải hạng nhất Pháp.  Vào ngày 16 tháng 2 năm 2016, trong trận lượt đi vòng 16 đội UEFA Champions League 2015–16 gặp Chelsea trên sân nhà, Ibrahimović đã ghi bàn mở tỷ số ở phút 39 bằng một cú sút phạt trực tiếp giúp đội của anh giành chiến thắng 2-1. Đây là lần ra sân thứ 116 của Ibrahimović tại Champions League, có nghĩa là anh đã vượt qua Carles Puyol để lọt vào danh sách mười cầu thủ xuất hiện nhiều nhất mọi thời đại của giải đấu. Bốn ngày sau, Ibrahimović ghi hai bàn trong chiến thắng 4–1 trên sân nhà trước Reims, nâng tổng số bàn thắng của anh lên 23 giải đấu; anh ấy cũng thiết lập các mục tiêu của Edinson Cavani vàGregory van der Wiel .
Vào ngày 9 tháng 3, trong trận lượt về Champions League của PSG với Chelsea tại Stamford Bridge, Ibrahimović đã kiến tạo cho Adrien Rabiot một bàn thắng và tự mình ghi bàn thắng giúp Paris giành chiến thắng 2-1 và tiến vào vòng tứ kết với một Chiến thắng chung cuộc 4–2.  Với bàn thắng này, anh trở thành cầu thủ thứ 14 ghi được 50 bàn thắng trở lên trong các giải đấu cấp câu lạc bộ của UEFA.  Bốn ngày sau, anh ghi bốn bàn trong chiến thắng 9–0 trước đội cuối bảng Troyes , giúp PSG chinh phục chức vô địch với tám trận còn lại; bàn thắng hat-trick của anh ấy là bàn thắng thứ 100 của anh ấy trong giải đấu.  Cú hat-trick trong chín phút của anh là nhanh nhất trong lịch sử Ligue 1. Cuối ngày hôm đó, anh ấy tuyên bố sẽ rời PSG vào cuối mùa giải, đồng thời nói đùa rằng chỉ cần họ thay thế tháp Eiffel bằng một bức tượng của mình thì anh ấy sẽ ở lại.  Vào ngày 16 tháng 4, Ibrahimović ghi hai bàn trong chiến thắng 6–0 trên sân nhà trước Caen để giành cho anh 32 bàn thắng hay nhất mùa giải tại giải đấu; đó cũng là bàn thắng thứ 41 của anh ấy trong mùa giải, cân bằng thành tích tốt nhất của anh ấy trong mùa giải 2013–14 với hai trận đấu ít hơn.  Ba ngày sau, anh ghi bàn thắng trong trận bán kết Coupe de France 2015–16 trước Lorient để đưa Paris vào chung kết mùa thứ hai liên tiếp; đó cũng là bàn thắng thứ 42 của anh ấy trong mùa giải, thiết lập thành tích cá nhân tốt nhất mới. Vào ngày 8 tháng 5 năm 2016, Ibrahimović được vinh danh là Cầu thủ xuất sắc nhất mùa giải của UNFP Ligue 1 năm thứ ba liên tiếp.
Ibrahimović có trận đấu cuối cùng tại Ligue 1 cho PSG gặp Nantes tại Parc des Princes vào ngày 14 tháng 5 năm 2016, ghi hai bàn trong chiến thắng 4–0 để trở thành cầu thủ ghi nhiều bàn thắng nhất cho Paris Saint-Germain trong một mùa giải Ligue 1 với 38 bàn thắng, giúp anh một bàn trước Carlos Bianchi, người đã dẫn trước 37 trong chiến dịch 1977–78. Ibrahimović đã kết thúc Ligue 1 2015–16mùa giải với tư cách là cầu thủ ghi bàn hàng đầu, lần thứ ba anh ấy làm được như vậy. Trận đấu ở giải VĐQG tạm dừng ở phút thứ 10 khi người hâm mộ dành cho Ibrahimović - người khoác áo PSG số 10 - sự hoan nghênh nhiệt liệt. Anh cũng được cổ vũ ngay trước khi tiếng còi mãn cuộc vang lên, ôm hai con trai trên tay. Họ đã chạy vào sân trong khoảnh khắc trước đó, mặc áo số 10 của PSG với từ "Vua" hoặc "Huyền thoại" được viết bằng tiếng Anh ở mặt sau. Những cái tên liên quan đến bài đăng "Tôi đến như một vị vua, ra đi như một huyền thoại" trên mạng xã hội trước trận đấu. Vào ngày 21 tháng 5 năm 2016, Ibrahimović ghi hai bàn (bàn thắng thứ 155 và 156 trong trận đấu thứ 180 và cuối cùng của anh ấy cho câu lạc bộ) trong nửa sau của trận chung kết Coupe de France 2016, và cũng là người lập công cho Edinson Cavani. PSG đã đánh bại Marseille 4–2 trong trận đấu đó. Anh được tung vào sân trong sự hoan nghênh nhiệt liệt ở những phút cuối cùng của trận đấu. Theo đó, PSG đã giành được cú ăn ba trong nước Ligue 1 - Coupe de France - Coupe de la Ligue trong mùa giải thứ hai liên tiếp, và cân bằng kỷ lục mười danh hiệu Coupe de France mọi thời đại của Marseille. Kỷ lục ghi bàn nhiều nhất mọi thời đại của anh ấy đã bị đồng đội cũ Cavani vượt qua vào tháng 1 năm 2018.

### Manchester United

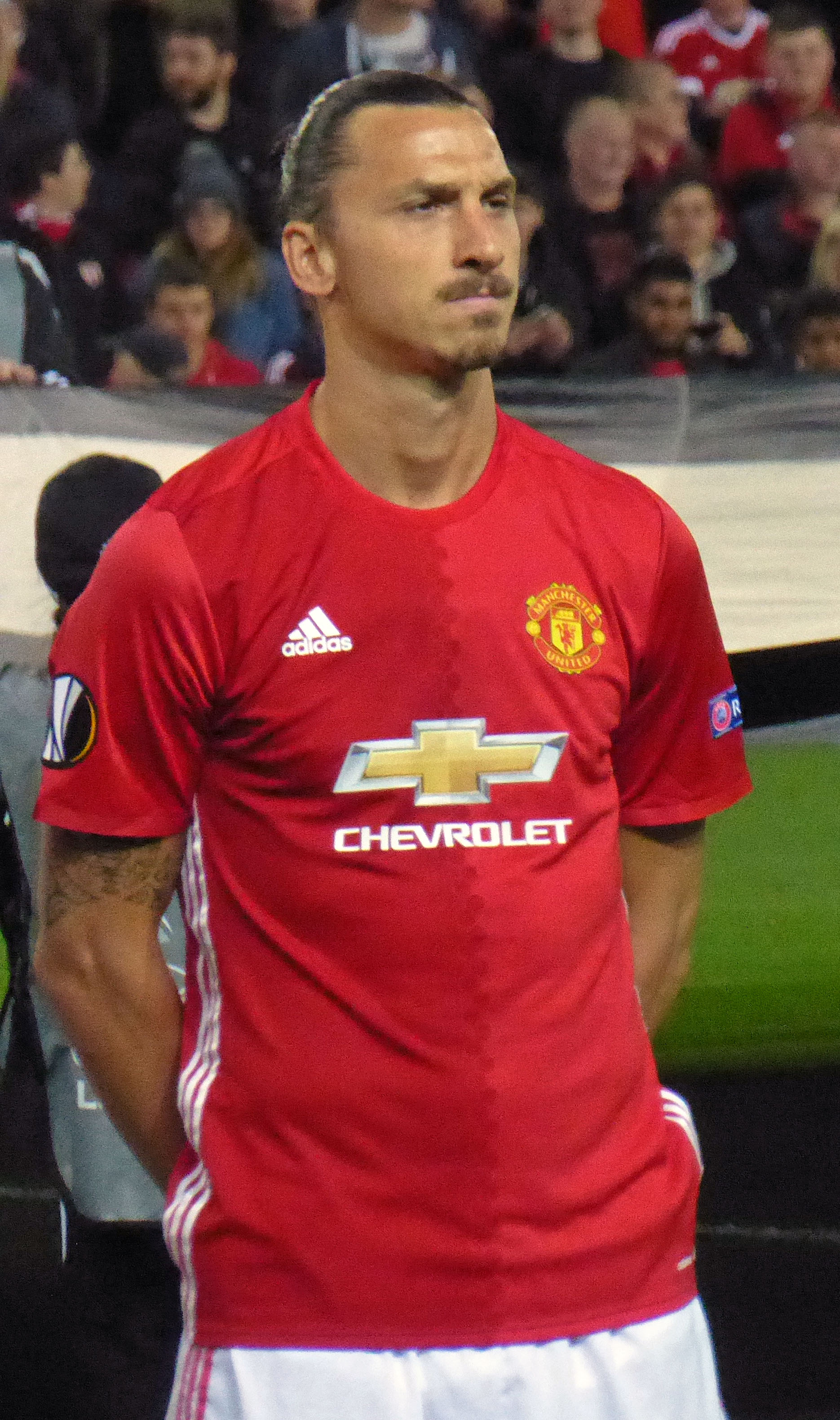
Ibrahimović trước trận đấu tại Europa League tại Old Trafford vào tháng 9 năm 2016.

Vào ngày 1 tháng 7 năm 2016, Zlatan Ibrahimović đã ký hợp đồng với câu lạc bộ bóng đá Manchester United có thời hạn một năm và kèm theo điều khoản gia hạn tùy vào phong độ của cầu thủ này. Mức lương của anh ấy được báo cáo là 200.000 bảng Anh mỗi tuần.

#### Mùa giải 2016–17
Anh được trao chiếc áo số 9 trước mùa giải 2016–17. Vào ngày 7 tháng 8, Ibrahimović ghi bàn thắng quyết định giúp Manchester United đánh bại Leicester City tại Siêu cúp Anh 2016, Anh bật cao hơn Wes Morgan rồi đánh đầu hạ thủ môn Kasper Schmeichel của Leicester City ở phút thứ 83. Trong trận khai màn Premier League sau đó một tuần, anh ghi bàn với một cú sút xa trong chiến thắng 3–1 tại trước Bournemouth vào ngày khai mạc. Vào ngày 20 tháng 8, anh ghi cả hai bàn thắng, một pha đánh đầu trong hiệp một và một quả phạt đền trong hiệp hai, để đánh bại Southampton với tỷ số 2-0 trên sân nhà cho câu lạc bộ. Vào ngày 6 tháng 11, anh ghi 2 bàn thắng trong chiến thắng 3-1 trước Swansea City, bàn thắng đầu tiên của anh trong trận đấu là bàn thắng thứ 25,000 trong lịch sử Premier League. Tuy nhiên, sau đó anh đã bị phạt và nhận thẻ vàng thứ năm trong mùa giải, điều này khiến anh bỏ lỡ trận đấu của Manchester United trên sân nhà trước Arsenal vào ngày 19 tháng 11. Vào ngày 5 tháng 2 năm 2017, Ibrahimović ghi bàn thắng thứ 15 của mình trong mùa giải và 20 ở tất cả mọi đấu trường trong chiến thắng 3-0 trước Leicester City, trở thành cầu thủ lớn tuổi nhất ghi ít nhất 15 bàn thắng trong một mùa giải Premier League ở tuổi 35 và 125 ngày.

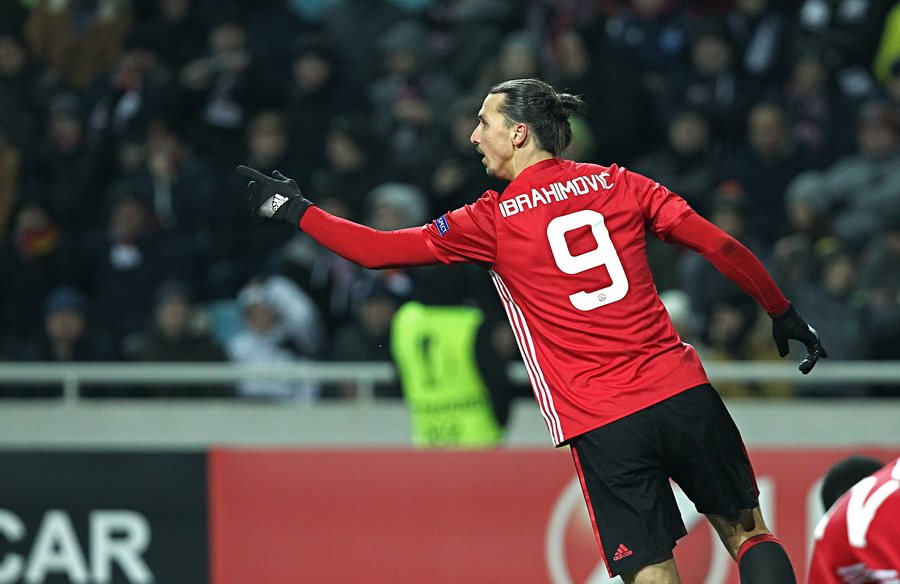
Ibrahimović ăn mừng sau khi ghi bàn cho Manchester United tại trận đấu với Zorya Luhansk tại vòng bảng UEFA Europa League vào tháng 12 năm 2016.

Vào ngày 16 tháng 2 năm 2017, Ibrahimović đã lập hat-trick đầu tiên cho Manchester United trong chiến thắng 3–0 trước Saint-Étienne ở vòng 32 đội tại Europa League. Vào ngày 19 tháng 2, anh ra sân lần đầu tiên tại Cúp FA ở phút thứ 62 và ghi bàn thắng trong chiến thắng 2–1 trước Blackburn Rovers tại Ewood Park. Chính xác một tuần sau khi ra mắt Cúp FA, Ibrahimović ghi hai bàn thắng, một cú đá phạt và một cú đánh đầu trong trận chung kết Cúp EFL năm 2017. Qua đó giúp United giành danh hiệu này lần thứ 5 trong lịch sử và riêng cá nhân anh cũng giành được danh hiệu thứ hai cùng với Quỷ Đỏ. Vào ngày 7 tháng 3, Ibrahimović đã bị treo giò ba trận đấu bởi FA vì hành vi bạo lực đối với cầu thủ Tyrone Mings của Bournemouth trong trận hòa 1-1 tại Old Trafford khoảng ba ngày trước đó. Sau đó vào ngày 13 tháng 4, Ibrahimović được đưa vào danh sách rút gọn gồm 6 cầu thủ cho Giải thưởng cầu thủ PFA của năm. Vào ngày 20 tháng 4, Ibrahimović bị chấn thương dây chằng nghiêm trọng ở đầu gối phải trong trận tứ kết Europa League trước Anderlecht ở Old Trafford. Một số nguồn tin cho biết rằng chấn thương đó khiến cho Ibrahimović có thể nghĩ đến hết mùa giải 2016–17. Anh quyết định không chấp nhận bất kỳ khoản lương nào từ câu lạc bộ trong khi anh chưa lấy lại được sức khỏe.
Ibrahimović giành danh hiệu châu Âu đầu tiên trong sự nghiệp sau khi Manchester United đánh bại Ajax trong trận chung kết Europa League tại Friends Arena ở Stockholm, sau đó anh lọt vào đội hình tiêu biểu UEFA Europa League của mùa giải. Vào cuối mùa giải, có thông báo rằng Manchester United sẽ để Ibrahimović ra đi vào cuối hợp đồng của mình vào ngày 30 tháng 6 năm 2017. Tuy nhiên, sau đó họ xác nhận rằng họ đã đàm phán trở lại với Ibrahimović để tái ký hợp đồng vào nửa sau của mùa giải 2017–18.

#### Mùa giải 2017–18
Vào ngày 24 tháng 8 năm 2017, Ibrahimović đã ký hợp đồng một năm với Manchester United. Anh sẽ mặc số 10 trong mùa thứ hai của mình với đội bóng. Vào ngày 18 tháng 11, Ibrahimović trở lại câu lạc bộ, thay thế Anthony Martial từ băng ghế dự bị trong trận thắng 4–1 trước Newcastle United. Tuần tiếp theo, anh trở thành cầu thủ đầu tiên góp mặt tại 7 câu lạc bộ khác nhau ở Champions League khi anh vào sân từ băng ghế dự bị trong trận thua 1–0 trước Basel. Trong trận đá chính đầu tiên của mình tức là ngày 20 tháng 12, Ibrahimović ghi được bàn thắng đầu tiên của mình trong mùa giải từ một cú đá phạt trong trận thua 2–1 trước Bristol City trong trận tứ kết của Cúp EFL. Ngày 22 tháng 3 năm 2018, Manchester United tuyên bố Ibrahimović đã đồng ý chấm dứt hợp đồng của mình.

### LA Galaxy
Tháng 3 năm 2018, Zlatan Ibrahimović chấm dứt hợp đồng với câu lạc bộ bóng đá Manchester United F.C và gia nhập câu lạc bộ bóng đá Los Angeles Galaxy dưới dạng tự do. Tờ LA Times chạy hai trang quảng cáo với hình ảnh Ibrahimovic và dòng chữ: "Los Angeles thân mến, bạn được chào đón tại đây". Ibrahimovic giảm lương hơn 20 lần khi gia nhập Los Angeles Galaxy (Từ mức lương 35 triệu đôla một mùa, hiện chỉ nhận hơn 1,5 triệu đôla).

#### Mùa giải 2018
Vào ngày 1 tháng 4 năm 2018, trong trận đấu với LA FC, anh ghi bàn thắng đầu tiên cho câu lạc bộ từ khoảng cách 36 mét và ở phút bù giờ đầu tiên anh tiếp tục ghi bàn giúp đội nhà lội ngược dòng 4-3 sau khi bị dẫn trước 3-0.

Ibrahimović thi đấu cho LA Galaxy năm 2019

Anh đã ghi bàn từ một quả phạt đền trong chiến thắng 4-0 trước Columbus Crew vào ngày 8 tháng 7. Ibrahimović đã ghi bàn thắng thứ 12 của mình để giúp đội bóng của mình đánh bại Philadelphia Union với chiến thắng 3-1 vào ngày 22 tháng 7. Anh lập hat-trick đầu tiên của mình tại MLS vào tuần sau trong chiến thắng 4-3 trước Orlando City. Vào ngày 15 tháng 9, anh đã ghi bàn thắng thứ 500 trong sự nghiệp bằng cú móc bóng đẳng cấp trong trận thua 5-3 trước Toronto FC. Sau trận đấu, Ibrahimović nói rằng anh "hạnh phúc cho Toronto vì họ sẽ được nhớ đến như là nạn nhân thứ 500 của tôi". Bàn thắng đó được đề cử ở Giải thưởng FIFA Puskás 2019. Trong năm đầu tiên của mình, anh đã được xướng tên ở MLS All-Star và MLS Best XI, và được trao giải Cầu thủ mới của MLS và Bàn thắng của năm.

#### Mùa giải 2019
Ibrahimović được bầu làm đội trưởng trước mùa giải 2019. Vào ngày 2 tháng 3 năm 2019, anh ghi một bàn thắng vào ngày khai mạc mùa giải mới trong chiến thắng 2-1 trước Chicago Fire. Vào ngày 31 tháng 3, trong trận đấu thứ hai của mùa giải, Ibrahimović đã ghi hai bàn thắng từ chấm phạt đền, trong đó có một kiểu Panenka, trong chiến thắng trên sân nhà với tỷ số 2-1 trước Portland Timbers. Với Với bàn thắng này, anh đã ghi tổng cộng 515 bàn trong suốt nghề nghiệp, vượt qua Gunnar Nordahl để trở thành cầu thủ người Thụy Điển Điển ghi nhiều bàn thắng nhất trong lịch sử. Vào ngày 20 tháng 7, Ibrahimović đã lập một hat-trick hoàn hảo trước Los Angeles FC để giành chiến thắng trong trận đấu với tỷ số 3-2, Ibrahimović đã giúp LA Galaxy đến Playoff MLS Cup 2019, nơi họ bị loại ở bán kết. Vào ngày 13 tháng 11 năm 2019, Zlatan thông báo rằng anh sẽ rời LA Galaxy thông qua tài khoản Twitter của mình.

### Trở lại Milan

#### Mùa giải 2019–20
Vào ngày 27 tháng 12 năm 2019, Ibrahimović ký hợp đồng với AC Milan theo dạng chuyển nhượng tự do với thời hạn sáu tháng cho đến hết mùa giải. Anh xuất hiện lần đầu tiên kể từ khi trở lại câu lạc bộ vào ngày 6 tháng 1 năm 2020, anh là cầu thủ vào sân trong trận hòa 0-0 trên sân nhà trước Sampdoria ở Serie A. Ibrahimović ghi bàn thắng đầu tiên cho Milan kể từ khi trở lại vào ngày 11 tháng 1, trong chiến thắng 2-0 trên sân khách trước Cagliari. Vào ngày 9 tháng 2 năm 2020, anh đã kiến tạo và sau đó ghi một bàn thắng cho Milan trong trận thua 4-2 trước đối thủ Inter tại San Siro ở Milan; anh trở thành cầu thủ lớn tuổi nhất ghi bàn tại Derby della Madonnina, ở tuổi 38 và 129 ngày, phá vỡ kỷ lục trước đó do Nils Liedholm thiết lập trong chiến thắng 2-1 trước Inter vào ngày 26 tháng 3 năm 1961, ở tuổi 38 và 43 ngày.
Anh có trận thi đấu lần thứ 100 cho câu lạc bộ vào ngày 15 tháng 7, trong chiến thắng 3-1 trên sân nhà trước Parma tại Serie A. Anh trở thành cầu thủ đầu tiên ghi được 50 bàn thắng tại Serie A cho cả hai câu lạc bộ thành Milan vào ngày 29 tháng 7 năm 2020, với 2 bàn trong chiến thắng trước Sampdoria. Vào ngày 1 tháng 8, Ibrahimović ghi bàn trong chiến thắng 3–0 trước Cagliari, trở thành cầu thủ lớn tuổi nhất ghi ít nhất 10 bàn trong một mùa giải Serie A kể từ Silvio Piola với Novara vào những năm 1950, ở tuổi 38. và 302 ngày. Vào ngày 01 tháng 9 năm 2020, Ibra ký hợp đồng kéo dài 1 năm với AC Milan.

#### Mùa giải 2020–21
Vào ngày 17 tháng 9 năm 2020, Ibrahimović ghi bàn thắng đầu tiên cho Milan ở mùa giải 2020–21 trong chiến thắng 2–0 trên sân khách trước Shamrock Rovers ở vòng sơ loại thứ hai của Europa League. Bốn ngày sau, anh lập một cú đúp trong trận mở màn Serie A của Milan, trong chiến thắng 2–0 trên sân nhà trước Bologna. Sau khi bỏ lỡ ba trận đấu hồi phục sau COVID-19, Ibrahimović trở lại trong trận Derby della Madonnina vào ngày 17 tháng 10, ghi hai bàn trong ba phút khi Milan đánh bại Inter 2-1.  Anh ghi cú đúp thứ ba liên tiếp trong giải đấu trong trận hòa 3–3 trên sân nhà trước Roma vào ngày 26 tháng 10. Vào ngày 22 tháng 11, Ibrahimović một lần nữa ghi hai bàn trong chiến thắng 3–1 trên sân khách trước Napoli, đây cũng là trận đấu thứ tám liên tiếp của anh ấy với ít nhất một bàn thắng. Tuy nhiên, anh cũng dính chấn thương gân khoeo và phải thay ra.
Ibrahimović trở lại sân sau chấn thương vào ngày 9 tháng 1 năm 2021, được tung vào sân trong 5 phút cuối cùng trong chiến thắng 2–0 của Milan trước Torino. Vào ngày 18 tháng 1, anh ghi cả hai bàn thắng cho đội bóng của mình trong chiến thắng 2–0 trước Cagliari, đảm bảo Milan sẽ giành được ba điểm ở vị trí đầu bảng. Những bàn thắng của Ibrahimović có nghĩa là anh ấy đã ghi bàn trong mỗi trận đấu trong số 9 lần ra sân gần nhất cho câu lạc bộ.
Vào ngày 26 tháng 1, Ibrahimović đã tham gia vào cuộc ẩu đả với đồng đội cũ của Manchester United, Romelu Lukaku trong trận tứ kết Coppa Italia giữa AC Milan với Inter. Sau một pha phạm lỗi của Lukaku vào cuối hiệp một, anh ta và Ibrahimović có thể nghe thấy những lời lăng mạ khi cả hai va chạm với nhau và phải được các đồng đội của họ kiềm chế. Cả hai cầu thủ đều bị bắt khi các cuộc tranh luận của họ tiếp tục diễn ra trong đường hầm ở hiệp một. Ibrahimović sẽ bị đuổi khỏi sân trong hiệp hai sau khi bị áo vàng thứ hai vì phạm lỗi với Aleksandar Kolarov , khi Inter tiếp tục ghi chiến thắng 2-1. Ibrahimović đã phải đối mặt với phản ứng dữ dội sau trận đấu vì những phát biểu của anh ấy trong cuộc đối đầu, bao gồm cả khi micro bên sân nhặt được anh ấy nói với Lukaku "hãy làm điều xấu của bạn" và gọi anh ấy là "con lừa nhỏ", với một cuộc điều tra của Liên đoàn bóng đá Ý để xác định xem các tuyên bố được đưa ra cấu thành lạm dụng chủng tộc. Ibrahimović phủ nhận việc sử dụng phân biệt chủng tộc trên phương tiện truyền thông xã hội, tuyên bố "Trong thế giới của Zlatan không có chỗ cho phân biệt chủng tộc", mặc dù cũng bao gồm một hành động có thể có nhằm vào Lukaku bằng cách nói thêm "Tất cả chúng ta đều là những cầu thủ giỏi hơn những người khác." Vào ngày 26 tháng 4, mặc dù không tìm thấy bằng chứng về ý định phân biệt chủng tộc, Ibrahimović đã bị phạt 4.000 euro và Lukaku 3.000 euro.
Ibrahimović ghi một cú đúp nữa trong chiến thắng 4–0 trước Crotone vào ngày 7 tháng 2, đạt cột mốc 500 và 501 tổng số bàn thắng trong sự nghiệp cấp câu lạc bộ. Vào ngày 22 tháng 4, anh ký gia hạn hợp đồng mới để ở lại với đội bóng trong một mùa giải nữa. Vào ngày 9 tháng 5, Ibrahimović phải bị thay ra ở hiệp hai trong chiến thắng 3–0 của Milan trước Juventus sau một chấn thương ở đầu gối trái, điều này sẽ khiến anh phải nghỉ thi đấu trong phần còn lại của mùa giải.

#### Mùa giải 2021–22
Vào ngày 12 tháng 9 năm 2021, Ibrahimović có trận đấu đầu tiên cho Milan kể từ khi trở lại sau chấn thương và ghi bàn trong chiến thắng 2–0 trước Lazio, và làm như vậy, ở tuổi 39 344 ngày, anh trở thành cầu thủ không phải người Ý lớn tuổi nhất. ghi bàn thắng trong lịch sử 123 năm của Serie A, phá kỷ lục do cựu trung vệ Bruno Alves của Parma nắm giữ trước đó. Vào ngày 23 tháng 10, Ibrahimović ghi bàn thứ tư cho Milan trong chiến thắng 4–2 trước Bologna, trở thành cầu thủ thứ tư ghi bàn thắng tại Serie A sau sinh nhật lần thứ 40 sau Alessandro Costacurta, Silvio Piola và Pietro Vierchowod. Vào ngày 20 tháng 11, anh ghi hai bàn trong trận thua 4–3 trước Fiorentina, và làm như vậy, trở thành cầu thủ lớn tuổi nhất ghi một cú đúp trong một trận đấu ở Serie A cũng như cầu thủ 40 tuổi đầu tiên lập một cú đúp. trong năm giải đấu hàng đầu châu Âu trong thế kỷ 21. Vào ngày 11 tháng 12, Ibrahimović ghi bàn gỡ hòa ở phút bù giờ trong trận hòa 1-1 với Udinese, đạt cột mốc 300 bàn thắng trong sự nghiệp ở 5 giải đấu hàng đầu châu Âu, do đó trở thành người thứ ba trong thế kỷ 21 ghi đạt được nó sau Cristiano Ronaldo và Lionel Messi.

## Thi đấu quốc tế

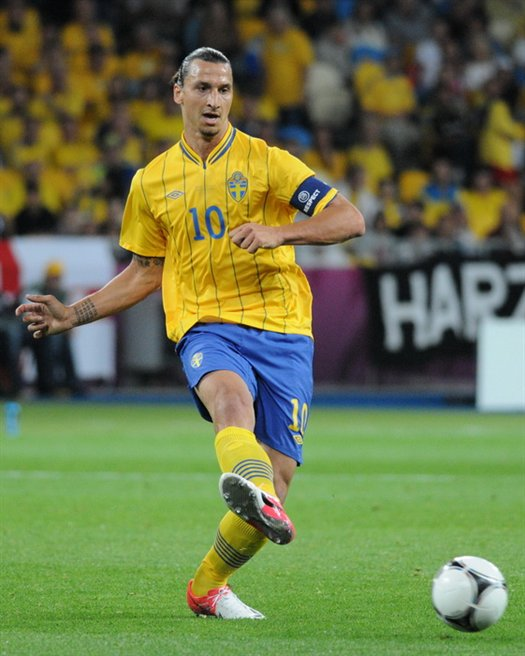
Ibrahimović trong trận đấu giữa đội tuyển Thụy Điển với đội tuyển Anh tại Euro 2012.

Mặc dù có thể chọn để chơi cho Đội tuyển bóng đá quốc gia Bosnia và Herzegovina và đội tuyển bóng đá quốc gia Croatia, nhưng Ibra lại chọn chơi cho Thụy Điển, nơi anh sinh ra.
Ibra có trận ra mắt cho đội tuyển Thụy Điển trong trận hoà 0-0 với đội tuyển bóng đá quốc gia Quần đảo Faroe ở Värendsvallen vào ngày 31 tháng 1 năm 2001. Trận đấu chính thức đầu tiên của anh là ở vòng loại World Cup 2002 gặp đội tuyển bóng đá quốc gia Azerbaijan vào ngày 7 tháng 10. Ibrahimović là thành viên đội tuyển Thụy Điển ở vòng chung kết World Cup 2002 lọt tới vòng 16 đội trước khi bị loại bởi đội tuyển bóng đá quốc gia Sénégal.
Ibrahimović được ra sân trong đội hình chính thức ở Euro 2004, ghi một bàn trong trận gặp đội tuyển bóng đá quốc gia Bulgaria từ chấm penalty và một bàn thắng từ những phút cuối trong trận gặp đội tuyển bóng đá quốc gia Ý. Tuy nhiên, anh lỡ một quả penalty khi Thụy Điển phải về nước sau khi thua trên chấm luân lưu trước đội tuyển bóng đá quốc gia Hà Lan. Anh không ghi được bàn nào ở World Cup 2006 khi Thụy Điển lại bị loại ở vòng 16 đội, lần này là trước đội tuyển bóng đá quốc gia Đức.
Anh được triệu tập ở vòng loại Euro 2008 gặp đội tuyển bóng đá quốc gia Liechtenstein vào ngày 6 tháng 9 năm 2006, nhưng hai ngày trước trận đấu, anh gây ấn tượng xấu bằng việc rời khách sạn cùng đồng đội Christian Wilhelmsson và Olof Mellberg và vào một hộp đêm. Mặc dù không cầu thủ nào có biểu hiện dùng rượu, họ đều bị loại bởi huấn luyện viên Lars Lagerbäck như một hình phạt và không được tham dự trận đấu tiếp theo. Melberg và Wilhelmsson không có ý kiến gì với quyết định của huấn luyện viên, nhưng Ibra cảm thấy rằng như vậy là bất công và từ chối tham dự trận đấu tiếp theo của đội tuyển Thụy Điển gặp đội tuyển bóng đá quốc gia Iceland và đội tuyển bóng đá quốc gia Tây Ban Nha. Anh cũng không tham dự trận giao hữu gặp đội tuyển bóng đá quốc gia Ai Cập vào ngày 7 tháng 2 năm 2007, nhưng kết thúc cách cư xử trẻ con của mình một tháng sau, và trở lại đội tuyển trong trận gặp đội tuyển bóng đá quốc gia Bắc Ireland vào ngày 28 tháng 3. Anh không ghi bàn nào trong cả 12 trận vòng loại; anh có một lần đưa bóng vào lưới đối phương nhưng bị từ chối vì lỗi việt vị trong trận thua 3-0 trước Tây Ban Nha vào ngày 17 tháng 11. Vào ngày 12 tháng 11 năm 2007, Ibra được trao tặng danh hiệu Quả bóng vàng Thụy Điển khi là "Cầu thủ xuất sắc nhất năm của Thụy Điển".
Ibra kết thúc quãng thời gian khô hạn bàn thắng, kéo dài 2 năm, trong trận gặp đội tuyển bóng đá quốc gia Hy Lạp ở trận mở màn của Thuỵ Điển ở Euro 2008 vào ngày 10 tháng 6 năm 2008, và trận đấu tiếp theo gặp Tây Ban Nha 4 ngày sau. Anh kết thúc giải với 2 bàn thắng khi Thụy Điển bị loại ở vòng bảng bởi đội tuyển bóng đá quốc gia Nga.
Ibrahimović ghi 1 bàn trong chiến thắng 4-0 trước đội tuyển bóng đá quốc gia Malta vào ngày 10 tháng 6 năm 2009 ở vòng loại World Cup 2010. Vào ngày 5 tháng 9 năm 2009, anh ghi bàn thăng thứ hai ở sân Stadium Puskás Ferenc gặp đội tuyển bóng đá quốc gia Hungary trong trận thắng 2-1 của Thụy Điển ở trận đấu thuộc vòng loại.

Sau kì Euro 2016 không thành công của đội tuyển Thụy Điển (đứng cuối bảng E với vỏn vẹn 1 điểm, 1 trận hòa, 2 trận thua, chỉ ghi được 1 bàn thắng và bị thủng lưới 3 bàn), Zlatan Ibrahimović chính thức tuyên bố giã từ sự nghiệp thi đấu quốc tế ở đội tuyển quốc gia. Tổng cộng anh đã 116 lần ra sân và ghi được 62 bàn thắng.
Ibrahimović từng định trở lại tuyển Thụy Điển hồi World Cup 2018 nhưng bất thành. Tới tháng 11 năm 2020, anh gặp trực tiếp HLV Andersson để bàn việc tái hợp đội tuyển quốc gia. Đến kì Euro 2020, Ibrahimović được gọi trở lại đội tuyển quốc gia, thế nhưng anh lại bị dính chấn thương bong gân đầu gối trái và bị loại khỏi đội tuyển quốc gia. Đến tháng 11 năm 2021, anh chính thức có trận đấu đầu tiên khi quay ĐTQG, Trong ngày quay trở lại, Thụy Điển đã để thua bất ngờ với tỉ số 0-2 trước Gruzia trong khuôn khổ vòng loại World Cup 2022.
Sau khi Thụy Điển không thể giành quyền tham dự World Cup 2022, Zlatan Ibrahimović chính thức kết thúc sự nghiệp thi đấu quốc tế sau 22 năm gắn bó. Tổng cộng anh đã thi đấu 122 trận và ghi được 62 bàn thắng.

## Tranh cãi
Ibrahimović từng dính tới một số vụ ẩu đả với đồng đội trong sự nghiệp của mình. Sau một trận giao hữu với Hà Lan, đồng đội tại Ajax là Rafael van der Vaart đã tố cáo Ibrahimović cố tình gây chấn thương cho mình. Ibrahimović đáp lại rằng anh sẽ đạp gãy cả hai chân của cầu thủ này. Ibrahimović cũng từng đấm đồng đội tại Ajax là Mido sau khi anh này ném một cây kéo vào Ibrahimović.
Trong thời gian chơi cho Barcelona, Ibrahimović có quan hệ xấu với HLV Guardiola. Anh từng ném hộp đựng đồ tập luyện trong phòng thay đồ và chửi HLV này. Guardiola quyết định không nói chuyện với anh và cho Milan mượn chỉ sau một mùa. Phó chủ tịch của Barcelona, ông Carles Vilarrubi còn tiết lộ Ibrahimović đã đe dọa sẽ đánh Guardiola nếu như ông này không cho anh sang Milan.
Năm 2010, Ibrahimović dính vào một cuộc ẩu đả trên sân tập với đồng đội tại Milan là Oguchi Onyewu, sau khi anh xoạc bằng cả hai chân rồi húc đầu cầu thủ này. Tháng ba năm 2011, anh bị cấm thi đấu ba trận sau khi đấm vào bụng một cầu thủ của Bari là Marco Rossi. Anh tiếp tục nhận thêm án treo giò ba trận sau khi tát cầu thủ Salvatore Aronica của Napoli. Năm 2011, Ibrahimović đá vào đầu Antonio Cassano khi anh này đang trả lời phóng viên.

## Cuộc sống riêng tư

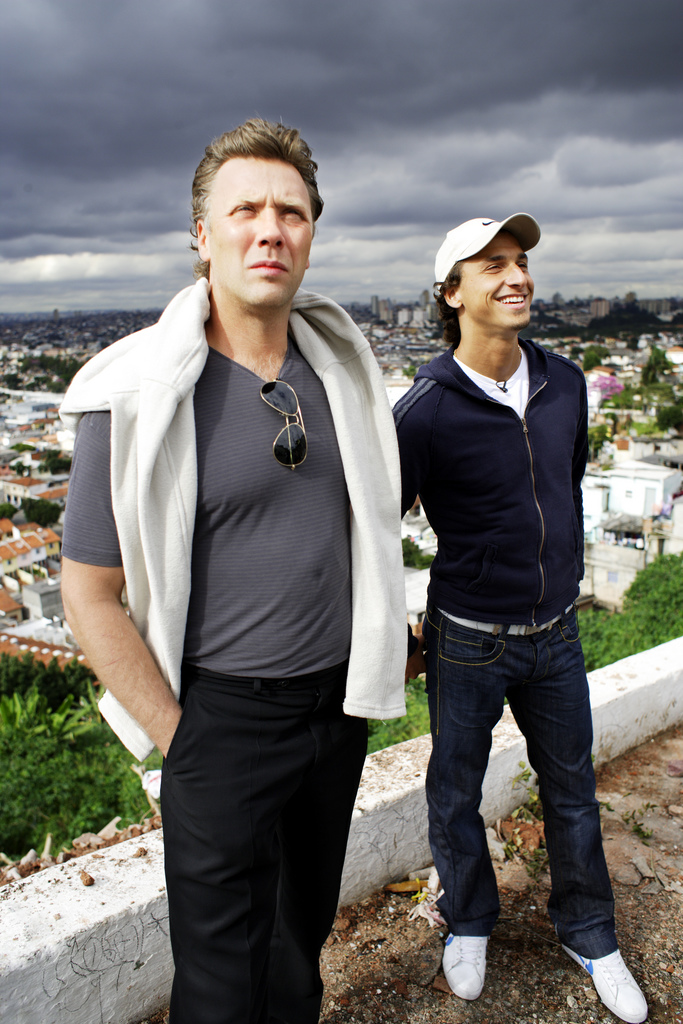
Zlatan Ibrahimović và Mikael Persbrandt ở Brasil trong khi làm từ thiện cho UNICEF.

Ibrahimović có vợ là Helena Seger và có hai con, Maximilian (sinh ngày 22 tháng 9 năm 2006) và Vinent (sinh ngày 6 tháng 3 năm 2008). Anh hiện sống ở Milan, mặc dù anh vẫn về quê nhà Malmö vào mùa hè. Ibra nhận đai đen trong môn võ taekwondo ở tuổi 17, anh học môn võ này ở câu lạc bộ Taekwondo Malmo Enighet. Ibrahimović có thể nói thông thạo các ngôn ngữ Thụy Điển, Bosnia, Anh, Hà Lan, Ý và Tây Ban Nha. Anh có thói quen đề cập đến bản thân mình ở ngôi thứ ba.
Cái tên Zlatan được đăng ký vào tháng 5 năm 2003 bởi Văn phòng sáng chế và bảo hộ thương hiệu Thuỵ Điển, có nghĩa rằng anh sẽ nhận được đặc quyền đối với tên gọi của một số sản phẩm, bao gồm đồ thể thao, quần áo và giày. Anh hiện có hợp đồng với Nike và xuất hiện trên chương trình quảng cáo của hãng này. Anh đi giày Mercurial và có tên cùng ngày sinh của con trai anh in trên phía ngoài của giày.
Vào mùa thu năm 2007, Ibrahimović, với sự giúp đỡ của Nike, tự thành lập quỹ cho một khoá dạy bóng đá mới ở khu phố nơi anh sống ở Thuỵ Điển Rosengård; anh cho xây thêm hai cầu môn, hệ thống đèn, và hàng rào hiện đại. Vào năm 2008, anh tặng áo mới của Nike cho đội bóng trẻ của anh, FBK Balkan.
Trong một cuộc phỏng vấn vào tháng 2 năm 2011, Ibrahimović nói rằng võ sĩ quyền anh huyền thoại Muhammad Ali là một trong những thần tượng của anh.
Zlatan được chọn làm đại sứ cho Chương trình Lương thực Thế giới của Liên Hợp Quốc vào năm 2015.
Năm 2013, Ibrahimović ra mắt tự truyện "Tôi là Zlatan". Năm 2016, tự truyện trên phát hành bản tiếng Việt.
Cuối tháng 9/2020, Ibrahimovíć bị nhiễm Covid-19.

## Thống kê sự nghiệp

### Câu lạc bộ
| Câu lạc bộ          | Mùa giải            | Giải vô địch        | Giải vô địch | Giải vô địch | Cúp quốc gia | Cúp quốc gia | Cúp liên đoàn | Cúp liên đoàn | Châu lục | Châu lục | Khác | Khác | Tổng cộng | Tổng cộng |
| Câu lạc bộ          | Mùa giải            | Hạng đấu            | Trận         | Bàn          | Trận         | Bàn          | Trận          | Bàn           | Trận     | Bàn      | Trận | Bàn  | Trận      | Bàn       |
| ------------------- | ------------------- | ------------------- | ------------ | ------------ | ------------ | ------------ | ------------- | ------------- | -------- | -------- | ---- | ---- | --------- | --------- |
| Malmö FF            | 1999                | Allsvenskan         | 6            | 1            | —            | —            | —             | —             | —        | —        | —    | —    | 6         | 1         |
| Malmö FF            | 2000                | Superettan          | 26           | 12           | —            | —            | —             | —             | —        | —        | —    | —    | 29        | 14        |
| Malmö FF            | 2001                | Allsvenskan         | 8            | 3            | —            | —            | —             | —             | —        | —        | —    | —    | 12        | 3         |
| Malmö FF            | Tổng cộng           | Tổng cộng           | 40           | 16           | —            | —            | —             | —             | —        | —        |      | 47   | 47        | 18        |
| Ajax Amsterdam      | 2001–02             | Eredivisie          | 24           | 6            | 3            | 1            | —             | —             | 6        | 2        | —    | —    | 33        | 9         |
| Ajax Amsterdam      | 2002–03             | Eredivisie          | 25           | 13           | 3            | 3            | —             | —             | 13       | 5        | 1    | 0    | 42        | 21        |
| Ajax Amsterdam      | 2003–04             | Eredivisie          | 22           | 13           | 1            | 0            | —             | —             | 8        | 2        | —    | —    | 31        | 15        |
| Ajax Amsterdam      | 2004–05             | Eredivisie          | 3            | 3            | —            | —            | —             | —             | —        | —        | 1    | 0    | 4         | 3         |
| Ajax Amsterdam      | Tổng cộng           | Tổng cộng           | 74           | 35           | 7            | 4            | —             | —             | 27       | 9        | 2    | 0    | 110       | 48        |
| Juventus            | 2004–05             | Serie A             | 35           | 16           | 0            | 0            | —             | —             | 10       | 0        | —    | —    | 45        | 16        |
| Juventus            | 2005–06             | Serie A             | 35           | 7            | 2            | 0            | —             | —             | 9        | 3        | 1    | 0    | 47        | 10        |
| Juventus            | Tổng cộng           | Tổng cộng           | 70           | 23           | 2            | 0            | —             | —             | 19       | 3        | 1    | 0    | 92        | 26        |
| Internazionale      | 2006–07             | Serie A             | 27           | 15           | 1            | 0            | —             | —             | 7        | 0        | 1    | 0    | 36        | 15        |
| Internazionale      | 2007–08             | Serie A             | 26           | 17           | 0            | 0            | —             | —             | 7        | 5        | 1    | 0    | 34        | 22        |
| Internazionale      | 2008–09             | Serie A             | 35           | 25           | 3            | 3            | —             | —             | 8        | 1        | 1    | 0    | 47        | 29        |
| Internazionale      | Tổng cộng           | Tổng cộng           | 88           | 57           | 4            | 3            | —             | —             | 22       | 6        | 3    | 0    | 117       | 66        |
| Barcelona           | 2009–10             | La Liga             | 29           | 16           | 2            | 1            | —             | —             | 10       | 4        | 4    | 0    | 45        | 21        |
| Barcelona           | 2010–11             | La Liga             | —            | —            | —            | —            | —             | —             | —        | —        | 1    | 1    | 1         | 1         |
| Barcelona           | Tổng cộng           | Tổng cộng           | 29           | 16           | 2            | 1            | —             | —             | 10       | 4        | 5    | 1    | 46        | 22        |
| Milan               | 2010–11             | Serie A             | 29           | 14           | 4            | 3            | —             | —             | 8        | 4        | —    | —    | 41        | 21        |
| Milan               | 2011–12             | Serie A             | 32           | 28           | 3            | 1            | —             | —             | 8        | 5        | 1    | 1    | 44        | 35        |
| Milan               | Tổng cộng           | Tổng cộng           | 61           | 42           | 7            | 4            | —             | —             | 16       | 9        | 1    | 1    | 85        | 56        |
| Paris Saint-Germain | 2012–13             | Ligue 1             | 34           | 30           | 2            | 2            | 1             | 0             | 9        | 3        | —    | —    | 46        | 35        |
| Paris Saint-Germain | 2013–14             | Ligue 1             | 33           | 26           | 2            | 3            | 2             | 2             | 8        | 10       | 1    | 0    | 46        | 41        |
| Paris Saint-Germain | 2014–15             | Ligue 1             | 24           | 19           | 3            | 4            | 3             | 3             | 6        | 2        | 1    | 2    | 37        | 30        |
| Paris Saint-Germain | 2015–16             | Ligue 1             | 31           | 38           | 6            | 7            | 3             | 0             | 10       | 5        | 1    | 0    | 51        | 50        |
| Paris Saint-Germain | Tổng cộng           | Tổng cộng           | 122          | 113          | 13           | 16           | 9             | 5             | 33       | 20       | 3    | 2    | 180       | 156       |
| Manchester United   | 2016–17             | Premier League      | 28           | 17           | 1            | 1            | 5             | 4             | 11       | 5        | 1    | 1    | 46        | 28        |
| Manchester United   | 2017–18             | Premier League      | 5            | 0            | 0            | 0            | 1             | 1             | 1        | 0        | —    | —    | 7         | 1         |
| Manchester United   | Tổng cộng           | Tổng cộng           | 33           | 17           | 1            | 1            | 6             | 5             | 12       | 5        | 1    | 1    | 53        | 29        |
| LA Galaxy           | 2018                | MLS                 | 27           | 22           | 0            | 0            | —             | —             | —        | —        | —    | —    | 27        | 22        |
| LA Galaxy           | 2019                | MLS                 | 29           | 30           | 0            | 0            | 2             | 1             | —        | —        | —    | —    | 31        | 31        |
| LA Galaxy           | Tổng cộng           | Tổng cộng           | 56           | 52           | 0            | 0            | 2             | 1             | —        | —        | —    | —    | 58        | 53        |
| Milan               | 2019–20             | Serie A             | 18           | 10           | 2            | 1            | —             | —             | —        | —        | —    | —    | 20        | 11        |
| Milan               | 2020–21             | Serie A             | 19           | 15           | 2            | 1            | —             | —             | 6        | 1        | —    | —    | 27        | 17        |
| Milan               | 2021–22             | Serie A             | 23           | 8            | 0            | 0            | —             | —             | 4        | 0        | —    | —    | 27        | 8         |
| Milan               | 2022–23             | Serie A             | 4            | 1            | 0            | 0            | —             | —             | —        | —        | —    | —    | 4         | 1         |
| Milan               | Tổng cộng           | Tổng cộng           | 64           | 34           | 4            | 2            | —             | —             | 10       | 1        | —    | —    | 78        | 37        |
| Tổng cộng sự nghiệp | Tổng cộng sự nghiệp | Tổng cộng sự nghiệp | 637          | 405          | 47           | 33           | 17            | 11            | 149      | 57       | 16   | 5    | 866       | 511       |

### Đội tuyển quốc gia
| Đội tuyển quốc gia | Năm       | Trận | Bàn |
| ------------------ | --------- | ---- | --- |
| Thụy Điển          | 2001      | 5    | 1   |
| Thụy Điển          | 2002      | 10   | 2   |
| Thụy Điển          | 2003      | 4    | 3   |
| Thụy Điển          | 2004      | 12   | 8   |
| Thụy Điển          | 2005      | 5    | 4   |
| Thụy Điển          | 2006      | 6    | 0   |
| Thụy Điển          | 2007      | 7    | 0   |
| Thụy Điển          | 2008      | 7    | 2   |
| Thụy Điển          | 2009      | 6    | 2   |
| Thụy Điển          | 2010      | 4    | 3   |
| Thụy Điển          | 2011      | 8    | 3   |
| Thụy Điển          | 2012      | 11   | 11  |
| Thụy Điển          | 2013      | 11   | 9   |
| Thụy Điển          | 2014      | 5    | 3   |
| Thụy Điển          | 2015      | 10   | 11  |
| Thụy Điển          | 2016      | 5    | 0   |
| Thụy Điển          | 2017      | 0    | 0   |
| Thụy Điển          | 2018      | 0    | 0   |
| Thụy Điển          | 2019      | 0    | 0   |
| Thụy Điển          | 2020      | 0    | 0   |
| Thụy Điển          | 2021      | 4    | 0   |
| Thụy Điển          | 2022      | 1    | 0   |
| Thụy Điển          | 2023      | 1    | 0   |
| Tổng cộng          | Tổng cộng | 122  | 62  |

#### Bàn thắng quốc tế
| #  | Ngày                 | Địa điểm                                           | Đối thủ        | Bàn thắng | Kết quả | Giải đấu                      |
| -- | -------------------- | -------------------------------------------------- | -------------- | --------- | ------- | ----------------------------- |
| 1  | 7 tháng 10 năm 2001  | Sân vận động Råsunda, Solna, Thụy Điển             | Azerbaijan     | 3–0       | 3–0     | Vòng loại FIFA World Cup 2002 |
| 2  | 21 tháng 8 năm 2002  | Sân vận động Lokomotiv, Moscow, Nga                | Nga            | 1–1       | 1–1     | Giao hữu                      |
| 3  | 12 tháng 10 năm 2002 | Sân vận động Råsunda, Solna, Thụy Điển             | Hungary        | 1–1       | 1–1     | Vòng loại UEFA Euro 2004      |
| 4  | 30 tháng 4 năm 2003  | Sân vận động Råsunda, Solna, Thụy Điển             | Croatia        | 1–1       | 1–2     | Giao hữu                      |
| 5  | 6 tháng 9 năm 2003   | Ullevi, Göteborg, Thụy Điển                        | San Marino     | 3–0       | 5–0     | Vòng loại Euro 2004           |
| 6  | 6 tháng 9 năm 2003   | Ullevi, Göteborg, Thụy Điển                        | San Marino     | 5–0       | 5–0     | Vòng loại Euro 2004           |
| 7  | 31 tháng 3 năm 2004  | Ullevi, Göteborg, Thụy Điển                        | Anh            | 1–0       | 1–0     | Giao hữu                      |
| 8  | 14 tháng 6 năm 2004  | Sân vận động José Alvalade, Lisboa, Bồ Đào Nha     | Bulgaria       | 4–0       | 5–0     | UEFA Euro 2004                |
| 9. | 18 tháng 6 năm 2004  | Sân vận động Dragão, Porto, Bồ Đào Nha             | Ý              | 1–1       | 1–1     | UEFA Euro 2004                |
| 10 | 18 tháng 8 năm 2004  | Sân vận động Råsunda, Solna, Thụy Điển             | Hà Lan         | 2–2       | 2–2     | Giao hữu                      |
| 11 | 4 tháng 9 năm 2004   | Sân vận động quốc gia Ta' Qali, Ta' Qali, Malta    | Malta          | 1–0       | 7–0     | Vòng loại FIFA World Cup 2006 |
| 12 | 4 tháng 9 năm 2004   | Sân vận động quốc gia Ta' Qali, Ta' Qali, Malta    | Malta          | 2–0       | 7–0     | Vòng loại FIFA World Cup 2006 |
| 13 | 4 tháng 9 năm 2004   | Sân vận động quốc gia Ta' Qali, Ta' Qali, Malta    | Malta          | 3–0       | 7–0     | Vòng loại FIFA World Cup 2006 |
| 14 | 4 tháng 9 năm 2004   | Sân vận động quốc gia Ta' Qali, Ta' Qali, Malta    | Malta          | 5–0       | 7–0     | Vòng loại FIFA World Cup 2006 |
| 15 | 4 tháng 6 năm 2005   | Ullevi, Göteborg, Thụy Điển                        | Malta          | 4–0       | 6–0     | Vòng loại FIFA World Cup 2006 |
| 16 | 3 tháng 9 năm 2005   | Sân vận động Råsunda, Solna, Thụy Điển             | Bulgaria       | 3–0       | 3–0     | Vòng loại FIFA World Cup 2006 |
| 17 | 7 tháng 9 năm 2005   | Sân vận động Ferenc Puskás, Budapest, Hungary      | Hungary        | 1–0       | 1–0     | Vòng loại FIFA World Cup 2006 |
| 18 | 12 tháng 10 năm 2005 | Sân vận động Råsunda, Solna, Thụy Điển             | Iceland        | 1–1       | 3–1     | Vòng loại FIFA World Cup 2006 |
| 19 | 10 tháng 6 năm 2008  | Sân vận động Wals Siezenheim, Salzburg, Áo         | Hy Lạp         | 1–0       | 2–0     | UEFA Euro 2008                |
| 20 | 14 tháng 6 năm 2008  | Sân vận động Tivoli Neu, Innsbruck, Áo             | Tây Ban Nha    | 1–1       | 1–2     | UEFA Euro 2008                |
| 21 | 10 tháng 6 năm 2009  | Ullevi, Göteborg, Thụy Điển                        | Malta          | 3–0       | 4–0     | Vòng loại FIFA World Cup 2010 |
| 22 | 5 tháng 9 năm 2009   | Sân vận động Ferenc Puskás, Budapest, Hungary      | Hungary        | 2–1       | 2–1     | Vòng loại FIFA World Cup 2010 |
| 23 | 11 tháng 8 năm 2010  | Sân vận động Råsunda, Solna, Thụy Điển             | Scotland       | 1–0       | 3–0     | Giao hữu                      |
| 24 | 7 tháng 9 năm 2010   | Sân vận động Swedbank, Malmö, Thụy Điển            | San Marino     | 1–0       | 6–0     | Vòng loại UEFA Euro 2012      |
| 25 | 7 tháng 9 năm 2010   | Sân vận động Swedbank, Malmö, Thụy Điển            | San Marino     | 5–0       | 6–0     | Vòng loại UEFA Euro 2012      |
| 26 | 7 tháng 6 năm 2011   | Sân vận động Råsunda, Solna, Thụy Điển             | Phần Lan       | 2–0       | 5–0     | Vòng loại UEFA Euro 2012      |
| 27 | 7 tháng 6 năm 2011   | Sân vận động Råsunda, Solna, Thụy Điển             | Phần Lan       | 3–0       | 5–0     | Vòng loại UEFA Euro 2012      |
| 28 | 7 tháng 6 năm 2011   | Sân vận động Råsunda, Solna, Thụy Điển             | Phần Lan       | 4–0       | 5–0     | Vòng loại UEFA Euro 2012      |
| 29 | 29 tháng 2 năm 2012  | Sân vận động Maksimir, Zagreb, Croatia             | Croatia        | 1–0       | 3–1     | Giao hữu                      |
| 30 | 30 tháng 5 năm 2012  | Ullevi, Göteborg, Thụy Điển                        | Iceland        | 1–0       | 3–2     | Giao hữu                      |
| 31 | 5 tháng 6 năm 2012   | Sân vận động Råsunda, Solna, Thụy Điển             | Serbia         | 2–1       | 2–1     | Giao hữu                      |
| 32 | 11 tháng 6 năm 2012  | Sân vận động Olympic, Kyiv, Ukraina                | Ukraina        | 1–0       | 1–2     | UEFA Euro 2012                |
| 33 | 19 tháng 6 năm 2012  | Sân vận động Olympic, Kyiv, Ukraina                | Pháp           | 1–0       | 2–0     | UEFA Euro 2012                |
| 34 | 12 tháng 10 năm 2012 | Sân vận động Tórsvøllur, Tórshavn, Quần đảo Faroe  | Quần đảo Faroe | 2–1       | 2–1     | Vòng loại FIFA World Cup 2014 |
| 35 | 16 tháng 10 năm 2012 | Olympiastadion, Berlin, Đức                        | Đức            | 1–4       | 4–4     | Vòng loại FIFA World Cup 2014 |
| 36 | 14 tháng 11 năm 2012 | Friends Arena, Solna, Thụy Điển                    | Anh            | 1–0       | 4–2     | Giao hữu                      |
| 37 | 14 tháng 11 năm 2012 | Friends Arena, Solna, Thụy Điển                    | Anh            | 2–2       | 4–2     | Giao hữu                      |
| 38 | 14 tháng 11 năm 2012 | Friends Arena, Solna, Thụy Điển                    | Anh            | 3–2       | 4–2     | Giao hữu                      |
| 39 | 14 tháng 11 năm 2012 | Friends Arena, Solna, Thụy Điển                    | Anh            | 4–2       | 4–2     | Giao hữu                      |
| 40 | 11 tháng 6 năm 2013  | Friends Arena, Solna, Thụy Điển                    | Quần đảo Faroe | 1–0       | 2–0     | Vòng loại FIFA World Cup 2014 |
| 41 | 11 tháng 6 năm 2013  | Friends Arena, Solna, Thụy Điển                    | Quần đảo Faroe | 2–0       | 2–0     | Vòng loại FIFA World Cup 2014 |
| 42 | 14 tháng 8 năm 2013  | Friends Arena, Solna, Thụy Điển                    | Na Uy          | 1–0       | 4–2     | Giao hữu                      |
| 43 | 14 tháng 8 năm 2013  | Friends Arena, Solna, Thụy Điển                    | Na Uy          | 2–2       | 4–2     | Giao hữu                      |
| 44 | 14 tháng 8 năm 2013  | Friends Arena, Solna, Thụy Điển                    | Na Uy          | 3–2       | 4–2     | Giao hữu                      |
| 45 | 10 tháng 9 năm 2013  | Astana Arena, Astana, Kazakhstan                   | Kazakhstan     | 1–0       | 1–0     | Vòng loại FIFA World Cup 2014 |
| 46 | 11 tháng 10 năm 2013 | Friends Arena, Solna, Thụy Điển                    | Áo             | 2–1       | 2–1     | Vòng loại FIFA World Cup 2014 |
| 47 | 19 tháng 11 năm 2013 | Friends Arena, Solna, Thụy Điển                    | Bồ Đào Nha     | 1–1       | 2–3     | Vòng loại FIFA World Cup 2014 |
| 48 | 19 tháng 11 năm 2013 | Friends Arena, Solna, Thụy Điển                    | Bồ Đào Nha     | 2–1       | 2–3     | Vòng loại FIFA World Cup 2014 |
| 49 | 4 tháng 9 năm 2014   | Friends Arena, Solna, Thụy Điển                    | Estonia        | 1–0       | 2–0     | Giao hữu                      |
| 50 | 4 tháng 9 năm 2014   | Friends Arena, Solna, Thụy Điển                    | Estonia        | 2–0       | 2–0     | Giao hữu                      |
| 51 | 15 tháng 11 năm 2014 | Sân vận động Podgorica City, Podgorica, Montenegro | Montenegro     | 1–0       | 1–1     | Vòng loại UEFA Euro 2016      |
| 52 | 27 tháng 3 năm 2015  | Sân vận động Zimbru, Chişinău, Moldova             | Moldova        | 1–0       | 2–0     | Vòng loại UEFA Euro 2016      |
| 53 | 27 tháng 3 năm 2015  | Sân vận động Zimbru, Chişinău, Moldova             | Moldova        | 2–0       | 2–0     | Vòng loại UEFA Euro 2016      |
| 54 | 31 tháng 3 năm 2015  | Friends Arena, Solna, Thụy Điển                    | Iran           | 1–0       | 3–1     | Giao hữu                      |
| 55 | 14 tháng 6 năm 2015  | Friends Arena, Solna, Thụy Điển                    | Montenegro     | 2–0       | 3–1     | Vòng loại UEFA Euro 2016      |
| 56 | 14 tháng 6 năm 2015  | Friends Arena, Solna, Thụy Điển                    | Montenegro     | 3–0       | 3–1     | Vòng loại UEFA Euro 2016      |
| 57 | 8 tháng 9 năm 2015   | Friends Arena, Solna, Thụy Điển                    | Áo             | 1–4       | 1–4     | Vòng loại UEFA Euro 2016      |
| 58 | 9 tháng 9 năm 2015   | Sân vận động Rheinpark, Vaduz, Liechtenstein       | Liechtenstein  | 2–0       | 2–0     | Vòng loại UEFA Euro 2016      |
| 59 | 12 tháng 10 năm 2015 | Friends Arena, Solna, Thụy Điển                    | Moldova        | 1–0       | 2–0     | Vòng loại UEFA Euro 2016      |
| 60 | 14 tháng 11 năm 2015 | Friends Arena, Solna, Thụy Điển                    | Đan Mạch       | 2–0       | 2–1     | Vòng loại UEFA Euro 2016      |
| 61 | 17 tháng 11 năm 2015 | Sân vận động Parken, Copenhagen, Đan Mạch          | Đan Mạch       | 1–0       | 2–2     | Vòng loại UEFA Euro 2016      |
| 62 | 17 tháng 11 năm 2015 | Sân vận động Parken, Copenhagen, Đan Mạch          | Đan Mạch       | 2–0       | 2–2     | Vòng loại UEFA Euro 2016      |

## Danh hiệu

### Câu lạc bộ

#### Ajax
- Eredivisie (2): 2001–02, 2003–04
- KNVB Cup (1): 2001–02
- Johan Cruijff Shield (1): 2003

#### Internazionale
- Serie A (3): 2006–07, 2007–08, 2008–09
- Supercoppa Italiana (2): 2006, 2008

#### Barcelona
- La Liga (1): 2009–10
- Supercopa de España (2): 2009, 2010
- UEFA Super Cup (1): 2009
- FIFA Club World Cup (1): 2009

#### Milan
- Serie A (2): 2010–11, 2021–22
- Supercoppa Italiana (1): 2011

#### Paris Saint-Germain
- Ligue 1 (4): 2012–13, 2013–14, 2014–15, 2015–16
- Coupe de France (2): 2014–15, 2015–16
- Coupe de la Ligue (3): 2013–14, 2014–15, 2015–16
- Trophée des Champions (3): 2013, 2014, 2015

#### Manchester United
- EFL Cup (1): 2016–17
- FA Community Shield (1): 2016
- UEFA Europa League (1): 2016–17

### Cá nhân
- Vua phá lưới Serie A: 2

2009, 2012
- Cầu thủ nước ngoài xuất sắc nhất năm của Serie A: 3

2005, 2008, 2009
- Cầu thủ xuất sắc nhất năm của Serie A: 2

2008, 2009
- Bàn thắng đẹp nhất mùa giải Serie A: 1

2008
- Guldbollen: 4

2005, 2007, 2008, 2009
- Jerringpriset (Cá nhân thể thao xuất sắc nhất năm của Thuỵ Điển): 1

2007
- Vận động viên nam người Thuỵ Điển xuất sắc nhất năm: 2

2007, 2010
- Đội hình tiêu biểu trong năm của UEFA: 4

2007, 2009, 2013, 2014

## Thành tích

### Tổng thể
- Cầu thủ duy nhất chơi ở UEFA Champions League với 7 câu lạc bộ khác nhau: Ajax, Juventus, Inter Milan, Barcelona, A.C. Milan, Paris Saint-Germain và Manchester United[77]
- Cầu thủ thứ ba ghi bàn trong các giải đấu châu Âu với bảy đội khác nhau, chỉ sau Adrian Mutu và John Carew.[78]

### Manchester United
- Cầu thủ thứ hai (sau Ian Storey-Moore trong mùa giải 1971–72[A]) ghi bàn trong ba trận đầu tiên của giải đấu[79]
- Cầu thủ thứ hai (sau Javier Hernández trong mùa giải 2010–11) ghi bàn tại Premier League, Cúp FA, League Cup, Cúp châu Âu và Siêu cúp Anh trong một mùa giải duy nhất (mùa giải 2016–17)[79]
- Cầu thủ thứ tư đạt 15 bàn trong ít trận đấu nhất (23 trận, chỉ sau Ruud van Nistelrooy (19 trận), Dwight Yorke (20 trận) và Robin van Persie (21 trận)[79]

Ghi chú
1. ^ Nhưng là cầu thủ Man.Utd đầu tiên ở định dạng Premier League.

### Premier League
- Cầu thủ ghi bàn thứ 100 ở Premier League[80]
- Cầu thủ thứ ba đã ghi 14 bàn trong 20 trận đầu tiên của Premier League (chia sẻ với Alan Shearer và Sergio Agüero)[81]
- Cầu thủ già nhất đạt 1 bàn trong một mùa giải (mùa giải 2016–17 với 35 tuổi và 125 ngày)[82]